# Carel Fabritius
Carel Fabritius (Middenbeemster, gedoopt 27 februari 1622 – Delft, 12 oktober 1654) was een Nederlandse kunstschilder uit de zeventiende eeuw.
Carel Fabritius wordt algemeen beschouwd als Rembrandts meest getalenteerde leerling, voor wie onder anderen Vincent van Gogh zijn bewondering uitsprak. Fabritius schilderde historiestukken, portretten, stillevens en stadsgezichten. Door zijn belangstelling voor lichtval, perspectief en trompe-l'oeil was hij een van de grondleggers van de zogenoemde Delftse school waarvan Johannes Vermeer de bekendste vertegenwoordiger is.
Aan zijn schildercarrière kwam in 1654 abrupt een einde, toen hij omkwam tijdens de ontploffing van het Delftse kruitmagazijn. Waarschijnlijk is een deel van zijn werk door deze ramp verloren gegaan. Voor zover bekend zijn er zo'n vijftien schilderijen en een twaalftal tekeningen bewaard gebleven.

## Leven

### Afkomst

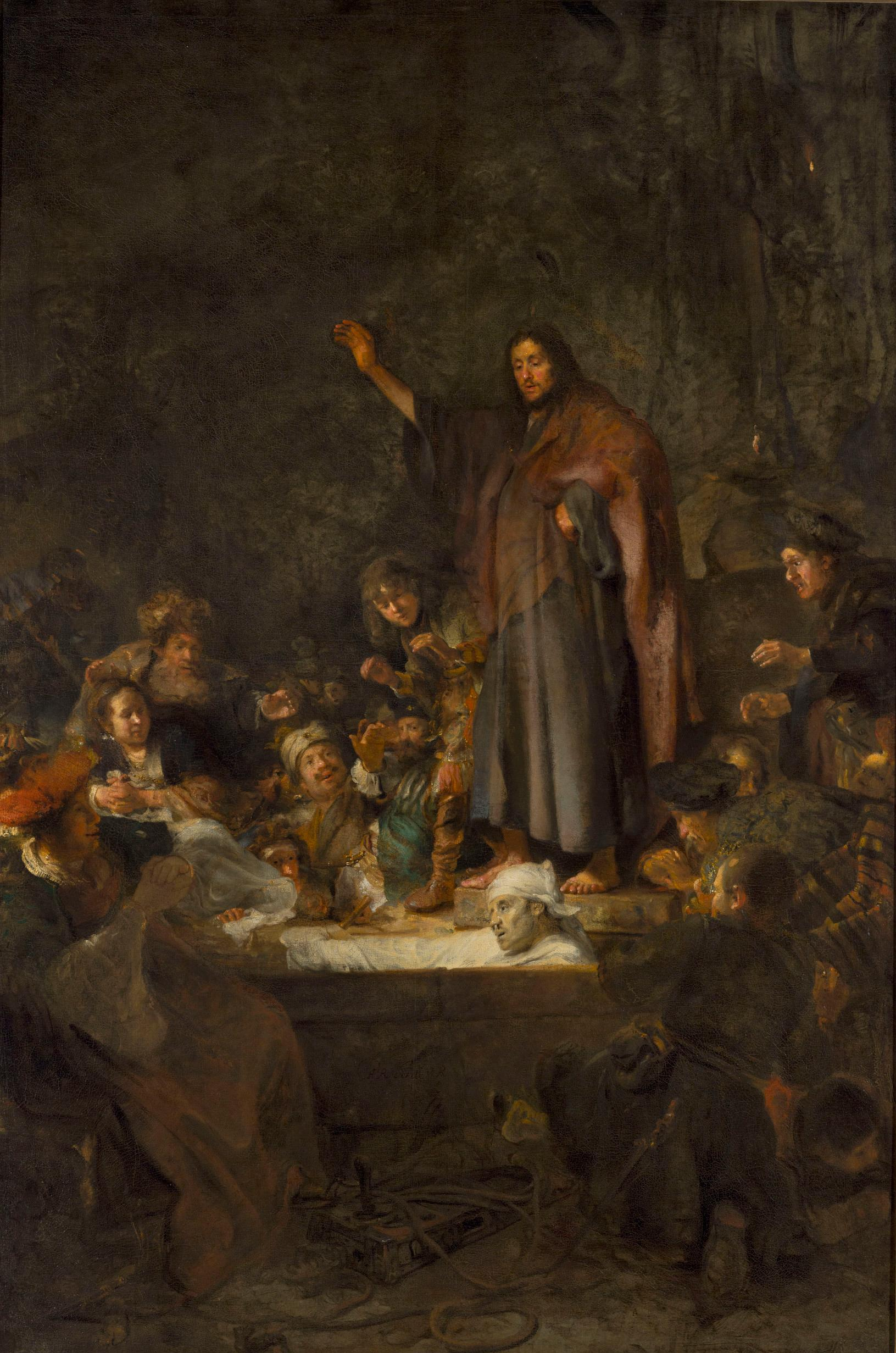
Carel Fabritius, De opwekking van Lazarus, circa 1643, Nationaal Museum van Warschau

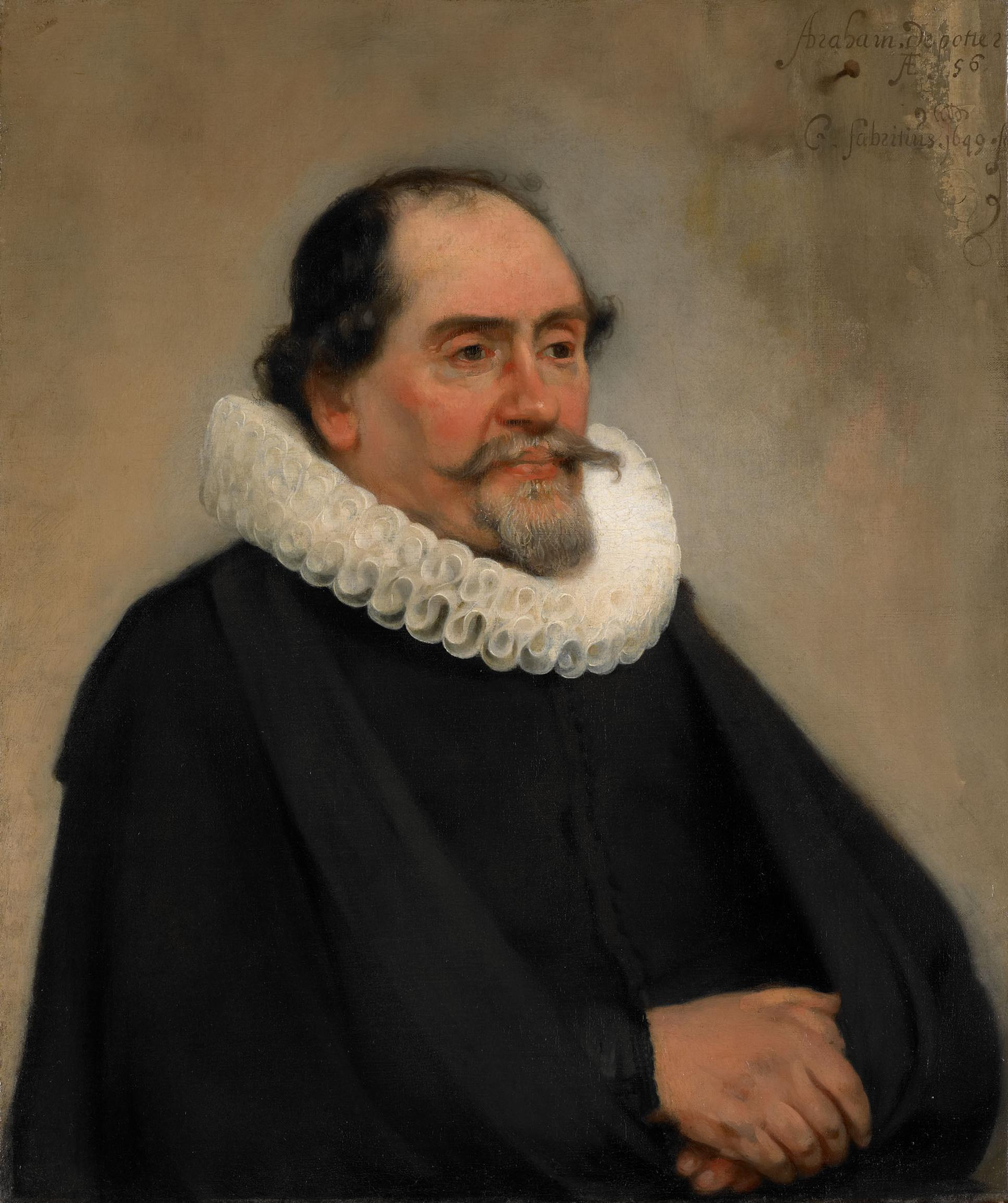
Carel Fabritius, Portret van Abraham de Potter, 1649, Rijksmuseum Amsterdam, Amsterdam

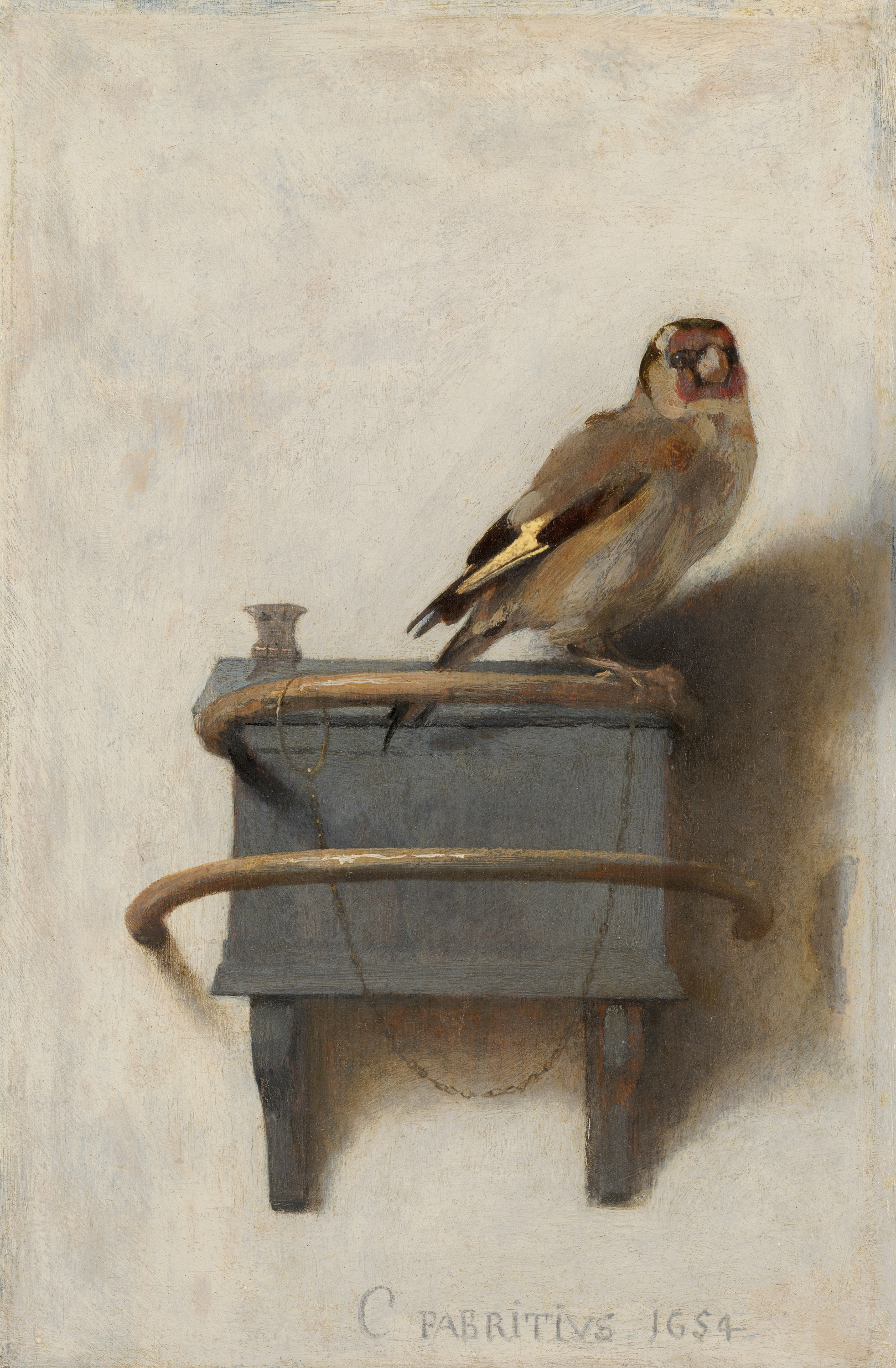
Carel Fabritius, Het puttertje, 1654, Mauritshuis, Den Haag

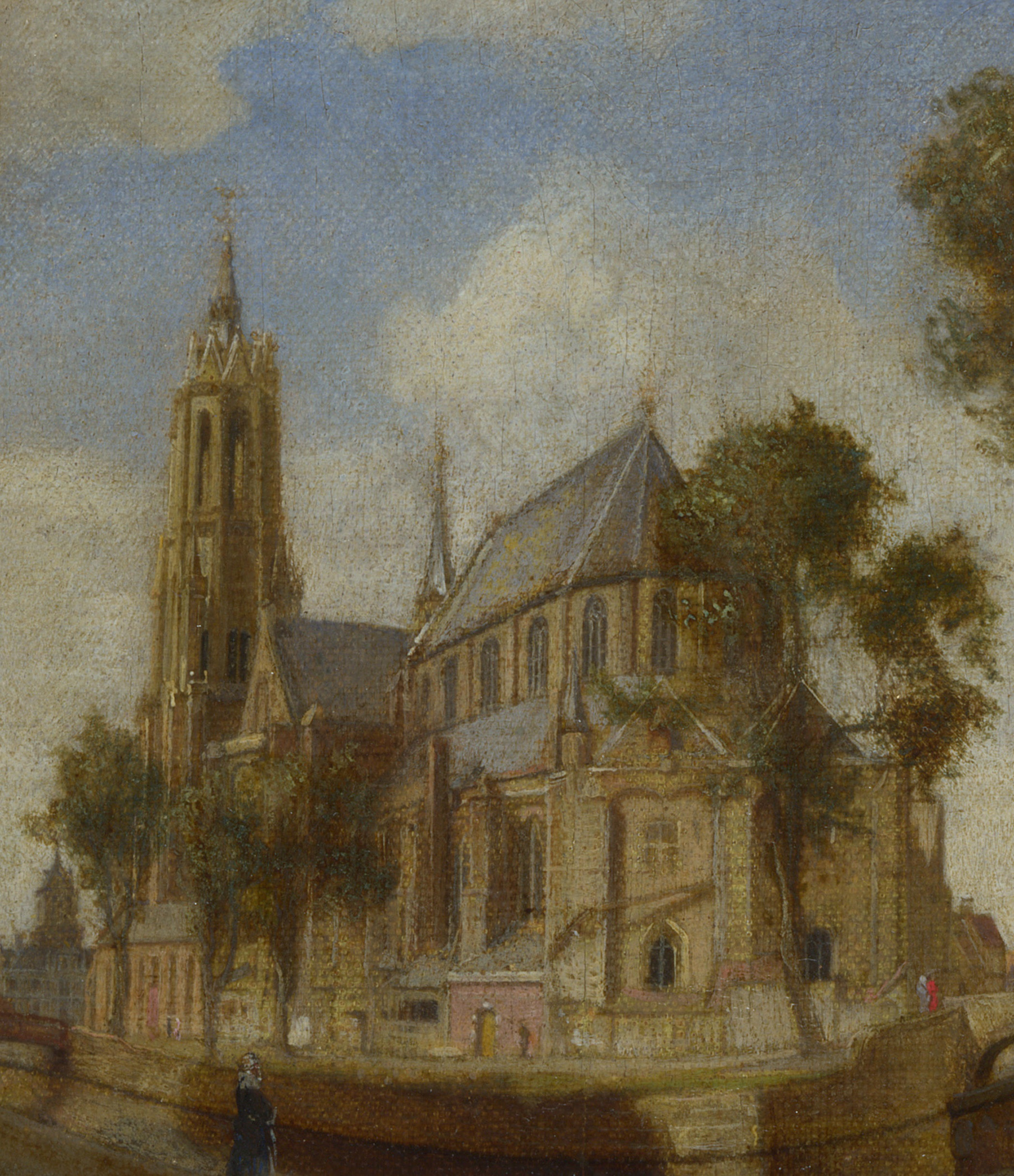
Detail van Gezicht in Delft met de Nieuwe Kerk en links in de verte het Stadhuis

Carel Pietersz. Fabritius is vernoemd naar zijn grootvader Carel Pietersz., een calvinistische predikant die rond 1560 in Gent was geboren. Nadat Gent en Antwerpen waren heroverd door de Spanjaarden, vluchtte hij rond 1585 naar Noord-Holland, waar hij werk vond als dominee, achtereenvolgens in Aartswoud, in Westwoud en Binnenwijzend en vanaf 1602 in Purmerend. In 1597 trouwde hij met Anna Jansdr., een geloofsgenoot uit Emden. De Oost-Friese havenstad Emden was vooral in de periode 1554-1572 een uitwijkplaats voor calvinisten die op de vlucht waren voor de Spaanse Inquisitie. De familie van Carel Fabritius onderhield kennelijk hechte contacten met de calvinistische geloofsgemeenschap van Emden, want zijn beide grootmoeders kwamen ervandaan, evenals de vrouw van Abraham de Potter, de huisvriend wiens portret Carel in 1649 zou schilderen. Abraham en Sara de Potter waren in 1636 de doopouders van Carels broer Johannes.
Rond 1598 werd Pieter Carelsz. (circa 1598-1653) geboren, de vader van Carel Fabritius. De ambitie van grootvader Carel om zijn oudste zoon een opleiding tot predikant te laten volgen, moest wegens geldgebrek worden bijgesteld. In plaats daarvan werd Pieter in 1619 onderwijzer, koster en voorzanger in de kerk van Middenbeemster in de kort tevoren drooggemaakte Beemster. Hij kreeg verder toestemming om buyten schooltijt te schilderen, zolang het maar niet ten koste ging van zijn leerlingen. Pieter Carelsz. trouwde in 1621 met Barbertje Barentsdr. van der Maes (1601-1667), die tot vroedvrouw van de Beemster werd aangesteld. Ze kregen elf kinderen van wie er drie schilder werden: Carel, Barent en Johannes.

### Schildersopleiding
De exacte geboortedatum van Carel Fabritius is niet bekend, wel de datum waarop hij gedoopt is: 27 februari 1622. Over zijn jeugd is verder niets overgeleverd, maar het lijkt logisch dat hij zijn eerste schilderlessen van zijn vader kreeg.
Op 1 september 1641 verloofde Carel Fabritius zich met zijn jonge buurvrouw Aeltje (of Aeltge) Hermans Velthuys, de zus van dominee Tobias Velthusius die ruim een jaar eerder samen met haar de pastorie had betrokken. Na het huwelijk zijn ze waarschijnlijk al snel naar Amsterdam verhuisd. Uit officiële documenten valt namelijk op te maken dat ze in 1643 in de Runstraat aldaar woonden, en wel in het huis waar de hollandse tuijn uithing (op een uithangbord). Aeltje was niet onbemiddeld en omdat na haar dood de schilderijen die zich in hun Amsterdamse huis bevonden, tot haar bezit werden gerekend, lijkt het aannemelijk dat zij en haar familie hebben meebetaald aan Fabritius' schildersopleiding.
In deze Amsterdamse periode ging hij hoogstwaarschijnlijk in de leer bij Rembrandt van Rijn. Het enige concrete bewijs hiervoor wordt geleverd door Samuel van Hoogstraten die hem zijn "meedeleerling" noemt en een paar anekdotes over hun ervaringen vertelt. Bovendien is een van Fabritius' vroegste werken, De opwekking van Lazarus, volgens kunsthistorici duidelijk beïnvloed door De nachtwacht, het schuttersstuk dat Rembrandt in 1642 voltooide.
Fabritius zou niet lang in Amsterdam blijven wonen. In 1643 overleed zijn vrouw, waarschijnlijk in het kraambed. Hun dochter Catrina werd op 29 maart 1643 in de Nieuwe Kerk in Amsterdam gedoopt. Hun eerste kind was al het jaar ervoor begraven. Op 1 juni 1643 blijkt Carel Fabritius weer in Middenbeemster te wonen. Enkele maanden later overleed ook zijn laatste dochtertje dat net als haar moeder Aeltje werd genoemd. Het is niet duidelijk of hiermee Catrina wordt bedoeld of dat het een derde kind was, wellicht het tweelingzusje van het eerste kind, zoals Duparc veronderstelt. In dat geval zou Catrina kort na haar geboorte zijn overleden.

### Opdrachten
Hoelang Fabritius precies in Rembrandts atelier heeft verbleven is niet bekend. Het is goed mogelijk dat hij na zijn terugkeer naar Middenbeemster contact heeft gehouden met Rembrandt en zelfs heeft meegewerkt aan opdrachten, die onder Rembrandts naam werden uitgevoerd. Het was een gebruikelijke praktijk dat minder gefortuneerde leerlingen hun lessen (gedeeltelijk) achteraf betaalden door een aantal jaren in het atelier van hun meester te blijven werken, ook als ze al zelfstandig schilderijen maakten.
Op 22 oktober 1649 kreeg Fabritius betaald voor een omvangrijke, niet nader omschreven opdracht die hij had uitgevoerd voor Balthasar Deutz, misschien op het familielandgoed in de Beemster waar Deutz woonde. Via Abraham de Potter is Fabritius mogelijk in contact gekomen met Balthasar Deutz, die net als De Potter zijdehandelaar was. In juli 1650 betaalde Balthasar Deutz' moeder, Elisabeth Coymans, 25 gulden aan Fabritius voor een portret van haar zoon. Ze was een dochter van Balthasar Coymans, de stamvader van de rijke Coymansfamilie die opdrachten gaf aan vooruitstrevende architecten, zoals Jacob van Campen en Philips Vingboons, en zaken deed met Rembrandt. Verder schilderde hij nog het dubbelportret van de kunstschilder Pieter Leendertsz. van der Vin (een leerling van Emanuel de Witte) en zijn vrouw, maar toen woonde hij misschien al in Delft (het wordt vermeld in 1655). Al deze werken zijn verloren gegaan.
Uit de jaren 1649-1650 is alleen het portret van Abraham de Potter bewaard gebleven, voor wie Fabritius wellicht ook – als woordspeling op Abraham de Putter, een andere spelling van zijn naam – in 1654 Het puttertje heeft geschilderd.

### Delft
In de nazomer van 1650 trouwde Carel Fabritius met de weduwe Agatha van Pruijsen. Rond dezelfde tijd zijn ze verhuisd naar Delft, waar haar familie woonde. Ze woonden eerst aan de Oude Delft en later aan de Doelenstraat. In de Delftse archieven bevinden zich diverse documenten waar Fabritius' naam in voorkomt. Ze gaan vaak over leningen die hij was aangegaan en andere schulden die hij had uitstaan, onder andere bij een wijnhandelaar. Eén keer trad hij op als getuige voor Egbert van der Poel, de collega-schilder die ook zijn atelier aan de Doelenstraat had. In 1651 werd hij samen met ene Willem Bronsvelt tot voogd aangesteld van de kinderen van een overleden herbergier.
Over zijn activiteiten als schilder zijn we minder goed ingelicht. De vier Delftse schilderijen die bewaard zijn gebleven stammen uit 1652 en 1654. Het is onbekend hoe hij in de jaren 1650-1652 de kost heeft verdiend, want pas op 29 oktober 1652, toen hij al twee jaar in Delft woonde, liet hij zich inschrijven bij het Sint-Lucasgilde van Delft. Op 6 juli 1654 kreeg hij van het stadsbestuur twaalf gulden betaald "voor het schilderen van een groot en eenighe cleijne wapenen van de stadt".
Abraham de Potter, de gelijknamige zoon van de man die Fabritius in 1649 portretteerde, voerde in 1666 een rechtszaak over het bezit van een schilderij dat enige tijd in het stadhuis had gehangen, maar zich op dat moment in het Prinsenhof bevond. Het was gemaakt door de broers Vosmaer in samenwerking met Carel Fabritius. Daniël en Nicolaes Vosmaer hadden respectievelijk een landschap en een zeegezicht geschilderd, terwijl Fabritius de opzet had gemaakt ("met een krijtge" = houtskool?) en na afloop het schilderij had afgewerkt ("een weijnig geretockeert"). Dit werk is verloren gegaan, maar het vermoeden bestaat dat het Gezicht op Delft met een fantasieloggia van Daniël Vosmaer er een – perspectivisch gezien – wat onbeholpen variant op is.
Carel Fabritius overleed op maandag 12 oktober 1654 tijdens de Delftse donderslag. Op die dag ontplofte rond half elf het kruithuis dat niet ver van zijn huis stond, tussen de Geerweg en de Doelenstraat. De stadshistoricus Dirck van Bleyswijck vermeldt in zijn Beschryvinge der Stadt Delft uit 1667 dat Fabritius op dat moment bezig was met het schilderen van het portret van Sijmon Decker, de voormalige koster van de Oude Kerk. In het huis waren verder Fabritius' schoonmoeder Judick van Pruijsen, zijn zwager en zijn leerling of assistent Matthys Spoors aanwezig. Toen ze zes tot zeven uur later onder het puin vandaan werden gehaald, vertoonde alleen Fabritius nog een teken van leven. Hij werd naar het Oude Gasthuis aan de Koornmarkt gebracht en overleed daar een kwartier later. Op 14 oktober 1654 werden Carel Fabritius, Judick van Pruijsen, Sijmon Decker en twaalf andere slachtoffers van de ramp begraven in de Oude Kerk in Delft.

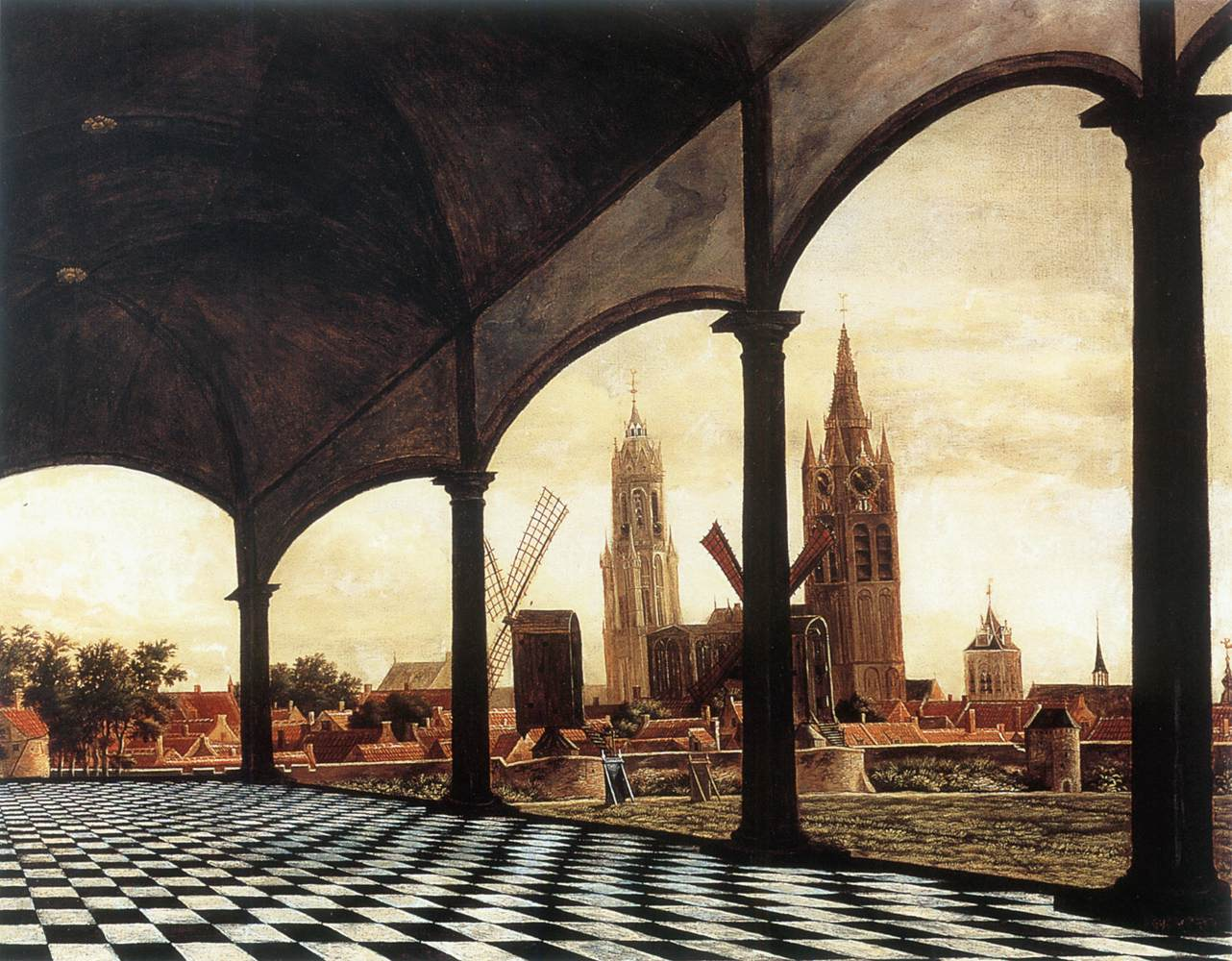
Daniël Vosmaer, Gezicht op Delft met een fantasieloggia, 1663, Prinsenhof, Delft
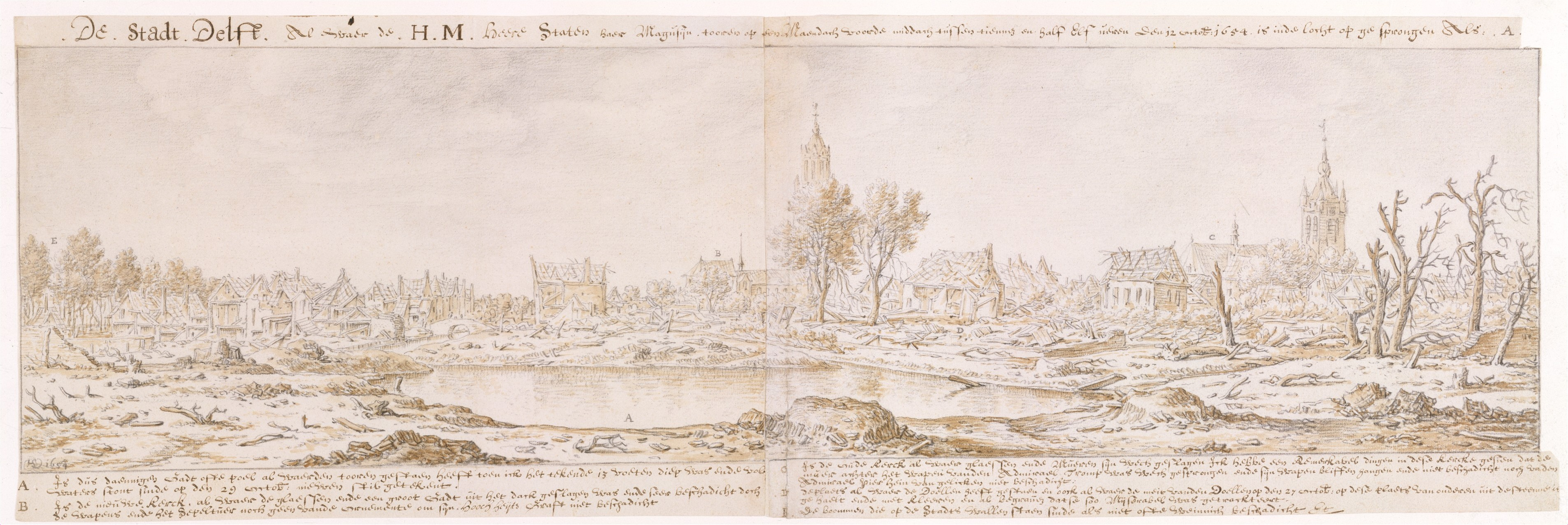
Herman Saftleven, Delft na de ontploffing van het kruitmagazijn, 29 oktober 1654, Metropolitan Museum of Art, New York; op de achtergrond in het midden de Nieuwe Kerk, rechts de Oude Kerk

## Werk

### De lessen van Rembrandt

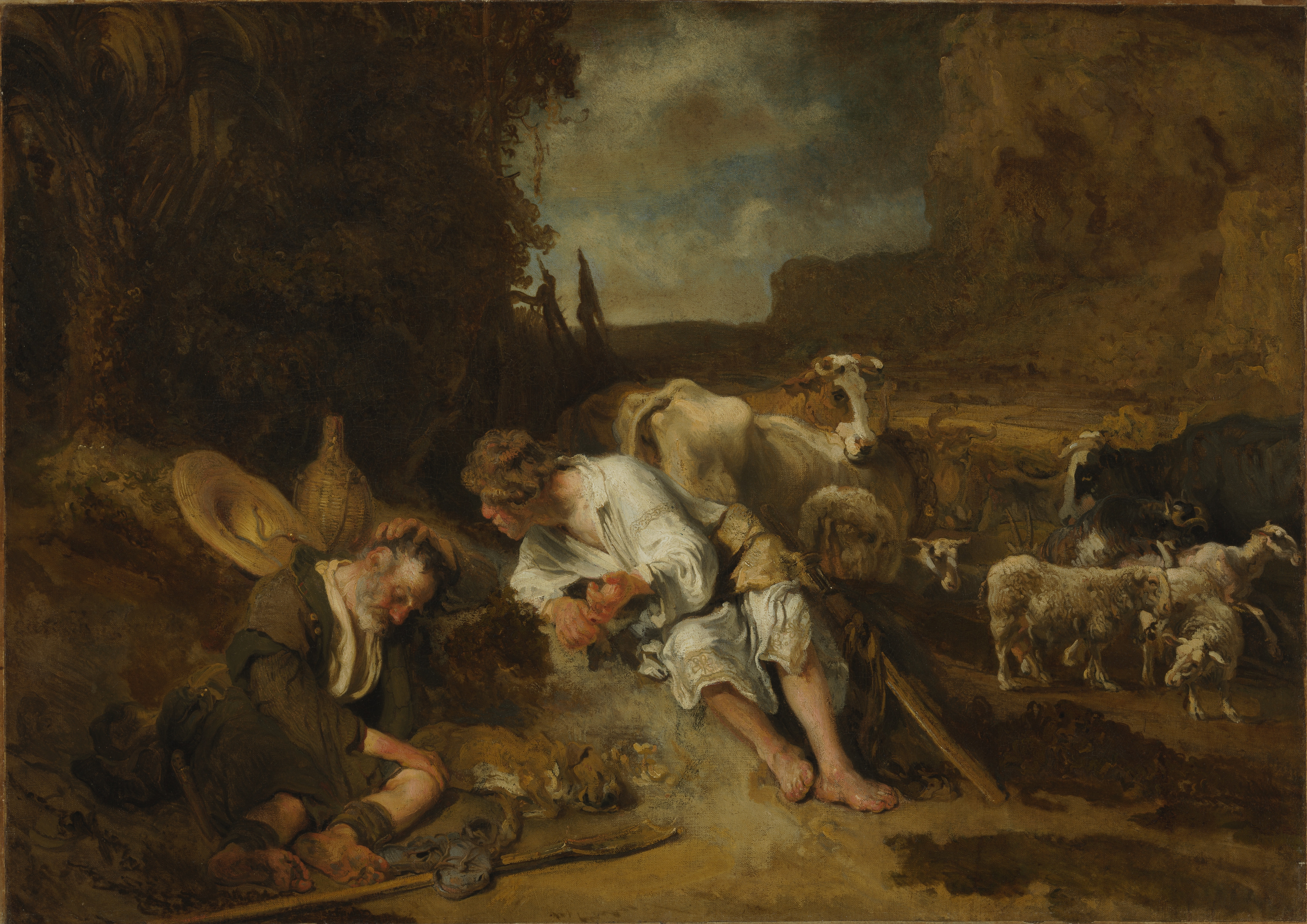
Carel Fabritius, Mercurius en Argus, ±1645-1647, Los Angeles County Museum of Art

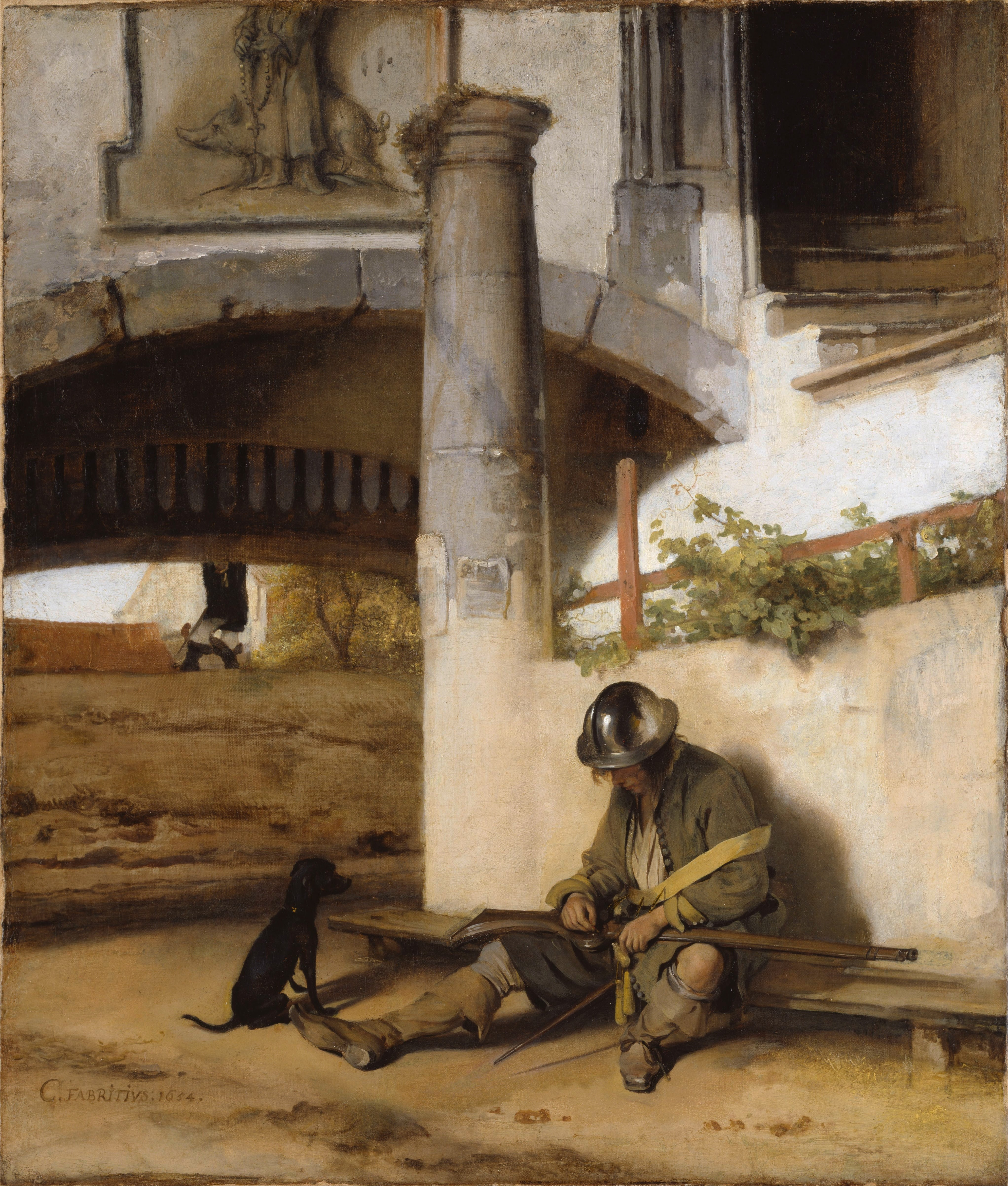
Carel Fabritius, De schildwacht, 1654, Staatliches Museum Schwerin

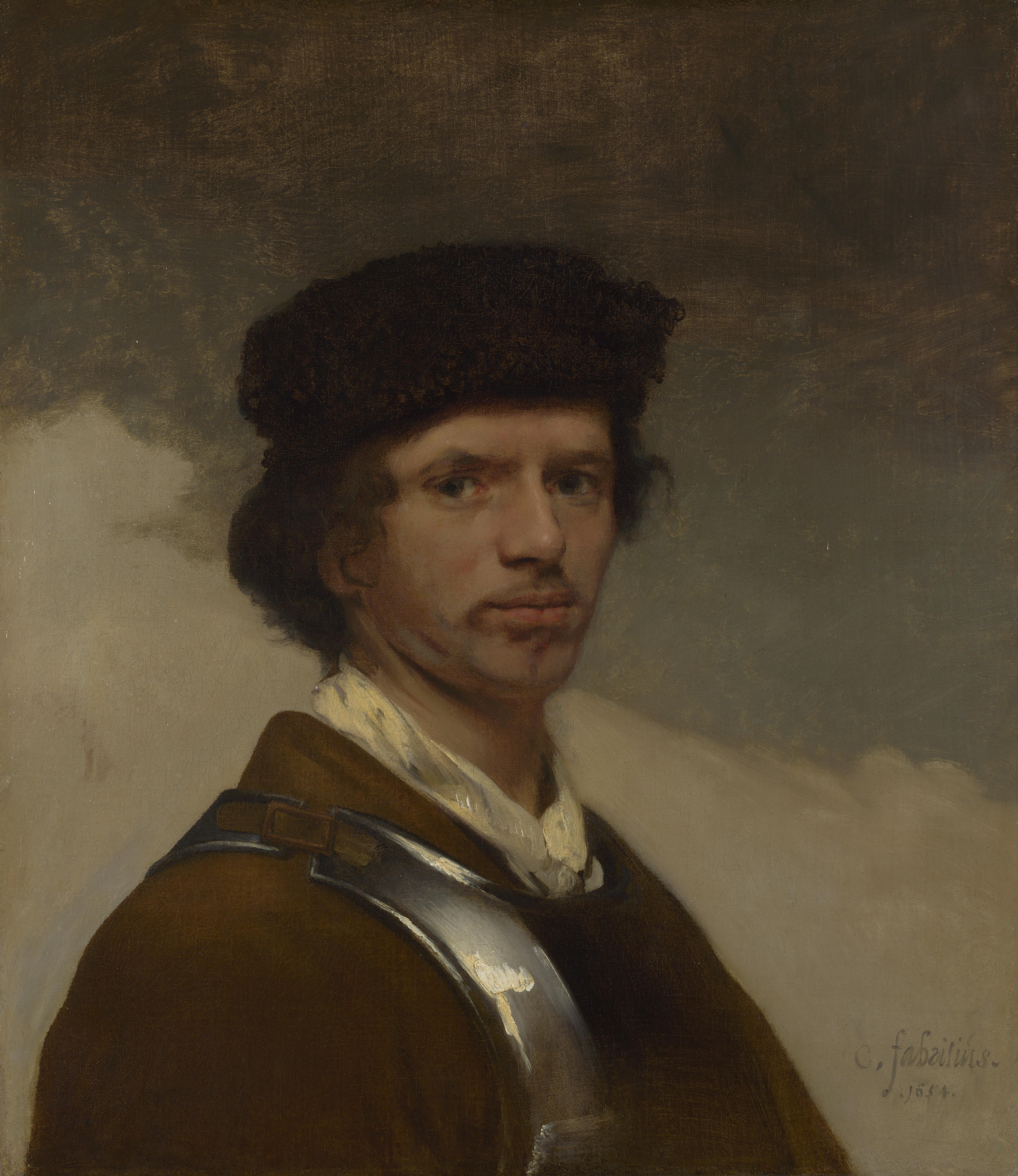
Carel Fabritius, Zelfportret, 1654, National Gallery, Londen

Dankzij Samuel van Hoogstraten weten we iets over Fabritius' verblijf in het atelier van Rembrandt. Hij noemde de vijf jaar oudere Carel Fabritius zijn meedeleerling en ze hadden allebei de ambitie om een goet schilder te worden. Op een dag vroeg Fabritius hem welke eigenschappen een jonge leerling moest bezitten om dat doel te bereiken. Van Hoogstraten antwoordde – na de maete mijns begrips in dien ouderdom – dat de aanstormende kunstenaar verlieft moest zijn op het uitbeelden van de bevallijke natuur, de drang moest hebben de andere schilders te overtreffen en moest proberen alles door eygen arbeit uit te vinden. Volgens Ernst van de Wetering geeft hij hier een artistieke opvatting weer die kenmerkend was voor Rembrandt en die hij aan zijn leerlingen heeft doorgegeven.
Van Hoogstraten vertelde verder dat hijzelf Rembrandt soms de kop gek zeurde, omdat hij voor zijn gevoel niet snel genoeg de kneepjes van het vak leerde, waarop Rembrandt dan zei: "Wees tevreden met wat je al weet en probeer dat zo goed mogelijk uit te voeren. Op die manier kom je de geheimen waar je nu naar vraagt, vanzelf te weten." Met andere woorden: Rembrandt leerde zijn leerlingen de basistechnieken, maar de "kunst" en hun eigen talenten moesten ze zelf ontdekken.

### Kleur
Terwijl het vroege werk van Fabritius vanzelfsprekend sterk beïnvloed was door Rembrandt, deed hij daarna wat zijn leermeester hem had opgedragen en zocht hij zijn eigen weg. Zo verruilde hij geleidelijk de barokke, theatrale belichting van zijn historiestukken voor een meer naturalistische benadering. De manier waarop hij diepte en volume weergaf was niet meer op contrasten gebaseerd, maar op "een nauwkeurige observatie van de onderlinge lichtwaarden", zoals kunsthistoricus Bob Haak het omschreef. In de schildwacht speelde hij met grijze en okerkleurige tintverschillen om ruimte en sfeer op te roepen. En in het puttertje combineerde hij de vlotte schildertrant die hij van Rembrandt had geleerd, met een naturalistische, zorgvuldig bestudeerde lichtval.
In twee schilderijen van Fabritius (Gezicht in Delft en het zelfportret uit 1654) is vivianiet aangetoond, een blauwgrijs pigment waarvan lange tijd niet bekend was dat Nederlandse zeventiende-eeuwse schilders het gebruikten. Het werd voor het eerst aangetroffen in het werk van Aelbert Cuyp, en later ook bij Johannes Vermeer (De koppelaarster uit 1656), Gerrit Dou en Rembrandt (de Suzanna uit 1636 in het Mauritshuis).

### Perspectief

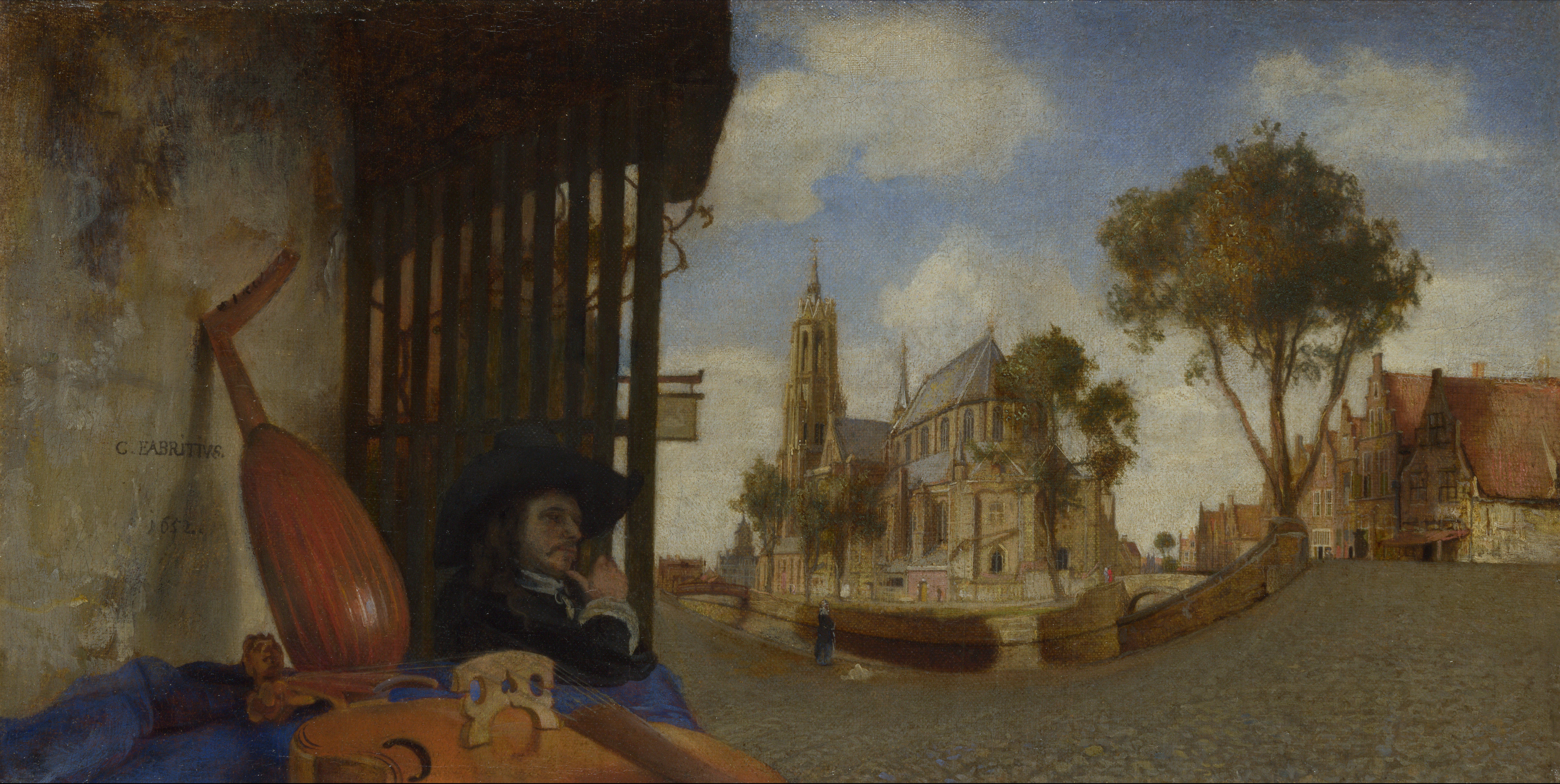
Carel Fabritius, Gezicht in Delft, 1652, National Gallery, Londen

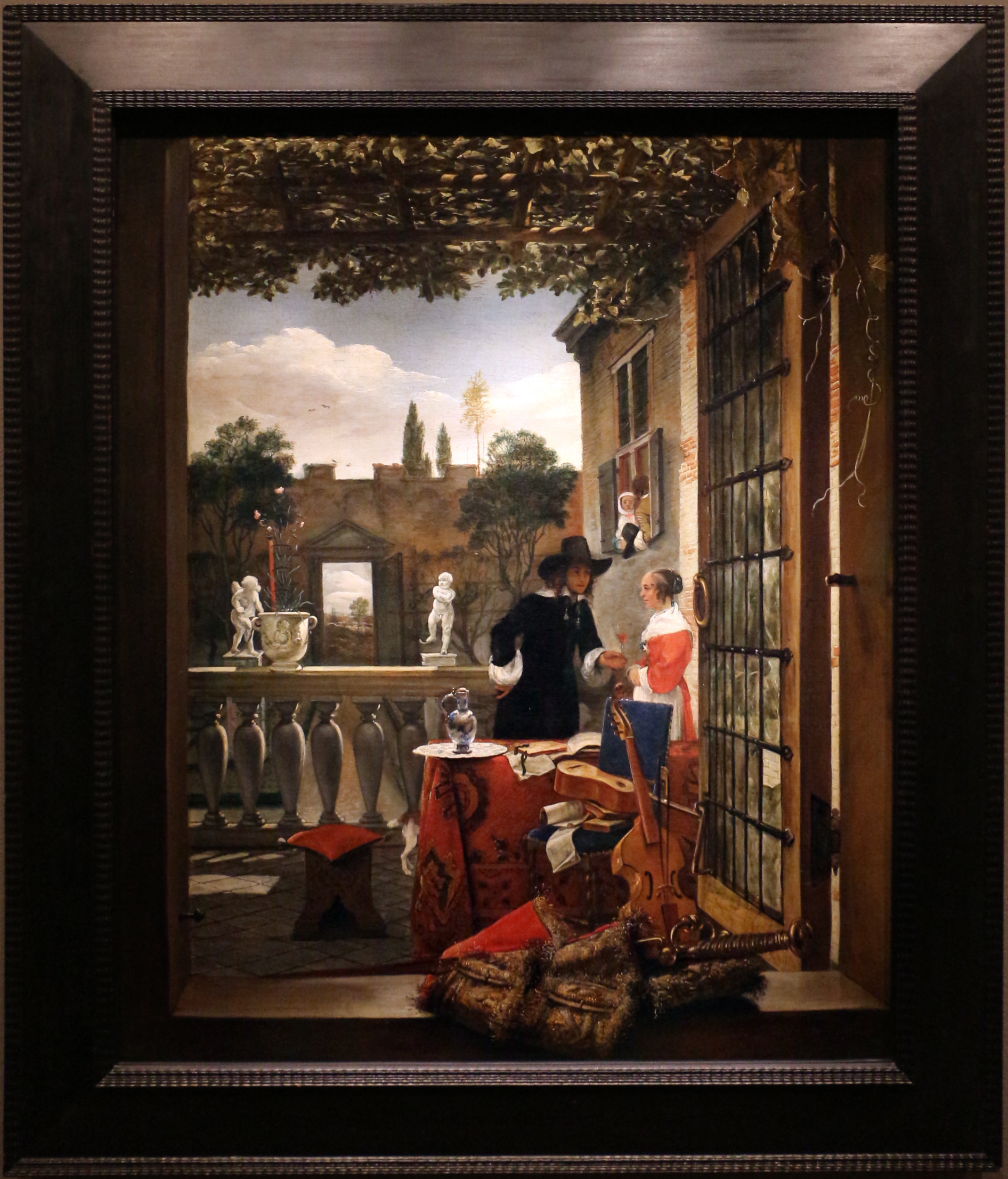
Anoniem, Het terras, ca. 1660, Art Institute of Chicago. Kunsthistorici houden het voor mogelijk dat dit anonieme schilderij een (vrije) kopie is van een van de "deurzichten" en "raempges" waar Fabritius bekend om stond.

Terwijl Rembrandt de dieptewerking vrijwel uitsluitend tot stand bracht met licht- en kleurcontrasten, ontwikkelde Fabritius zich volgens zijn tijdgenoten ook tot een expert op het gebied van perspectief en trompe-l'oeil. De Delftse stadshistoricus Van Bleyswijck noemde hem in 1667 "een seer voortreflijck en uytnemend Konstschilder (...) in matery van perspectiven alsmede natuyrlijk coloreren".
Samuel van Hoogstraten vergeleek zijn werk met het Palazzo del Te van Giulio Romano. Daar heeft de Italiaanse schilder de regels van het perspectief gebruikt om op de muren van een relatief klein vertrek de strijd tussen de goden en giganten uit de Griekse mythologie in een weidse ruimte weer te geven. Verder noemt hij dit een voorbeeld van het "wegschilderen" van hoeken en vlakke wanden waardoor de rechthoekige kamer een heel andere vorm lijkt te krijgen. En daarna schrijft hij:  "Fabritius heeft hier ook wonder meede gedaen, gelijk tot Delft ten huize van den konstliefdigen Heer Zal: Do. Valentius, en elders noch te zien is." Deze opdrachtgever was waarschijnlijk Dr. Theodorus Vallensis (1612-1673), deken van het Delftse chirurgijnsgilde en hofarts van stadhouder Frederik Hendrik. Uit zeventiende-eeuwse documenten valt op te maken dat Fabritius meer van dergelijke wandschilderingen gemaakt heeft. Zo is er in 1660 sprake van een nagelvast schilderij van Carel Fabritius in bierbrouwerij De Verkeerde Werelt aan de Pontemarkt (oostzijde van de huidige Brabantse Turfmarkt) in Delft. Maria Duijnevelt, de verkoopster van het pand, kreeg toestemming het uit te breken en mee te nemen, als ze tenminste de schade liet herstellen.
Van Hoogstraten betreurde het dat er zich geen voorbeelden van zijn werk in paleizen of kerken bevonden, omdat ze daar nog beter tot hun recht zouden zijn gekomen. Van zijn virtuositeit op dit gebied is alleen het Gezicht in Delft bewaard gebleven, waarin hij op piepklein formaat een enorme diepte weet te suggereren, vanaf een reusachtige viola da gamba op de voorgrond via de volledige Nieuwe Kerk tot aan het stadhuis in verte.

### Trompe-l'oeil
Van Hoogstraten noemt hem verder "heerlijk" in de toepassing van trompe-l'oeil. Volgens hem hoefde Fabritius' werk in dit opzicht niet onder te doen voor de beroemde fresco's van Baldassare Peruzzi in de Villa Farnesina, die naar verluidt zelfs Titiaan voor de gek hielden. Van Hoogstraten zag dit genre niet zomaar als een simpel spelletje, want het bedriegen van het oog vereist veel kennis en ervaring: "Maer ik zegge dat een Schilder, diens werk het is, het gezigt te bedriegen, ook zoo veel kennis van de natuur der dingen moet hebben, dat hy grondig verstaet, waer door het oog bedroogen wort." Misschien valt het eerder genoemde schilderij van de broers Vosmaer waar Fabritius aan had meegewerkt, ook in deze categorie. Als het Gezicht op Delft met een fantasieloggia van Daniël Vosmaer daar inderdaad een wat onbeholpen variant op is, zal Fabritius bij het originele schilderij de architectuur hebben ontworpen.
Het vroegste voorbeeld van trompe-l'oeil in het nog bestaande werk van Fabritius is de geschilderde spijker in de rechterbovenhoek van Het portret van Abraham de Potter uit 1649. En ook Het puttertje was vrijwel zeker bedoeld "om het oog te bedriegen". Het grote verschil met andere trompe-l'oeil-schilders, zoals Gerrit Dou en Samuel van Hoogstraten zelf, is dat hij hiervoor geen fijnschildertechniek gebruikte, maar de lessen van Rembrandt trouw bleef: een brede, vlotte schildertrant (sprezzatura), dun en transparant in de schaduwpartijen en met dik opgebrachte lichtaccenten, zoals de felgele streep op de vleugel van het puttertje en het glanzende harnas van zijn laatste zelfportret. Omdat de schilderijen vanaf enige afstand en in het volle licht moesten worden bekeken, zorgde de vlotte penseelvoering voor een indruk van onscherpte in de verte en kon het zonlicht fonkelen ("voncken", zoals Rembrandt het zelf noemde) op de witte en gele verfklodders.
De enige uitzondering hierop is Het gezicht in Delft, waarvoor hij juist wel een verfijnde, gedetailleerde techniek gebruikte, maar dit schilderijtje was dan ook hoogstwaarschijnlijk bedoeld om van dichtbij bekeken te worden in een perspectiefkastje dat was afgedekt met doorzichtig papier, waardoor het licht er diffuus inviel en niet de kans kreeg om te fonkelen.

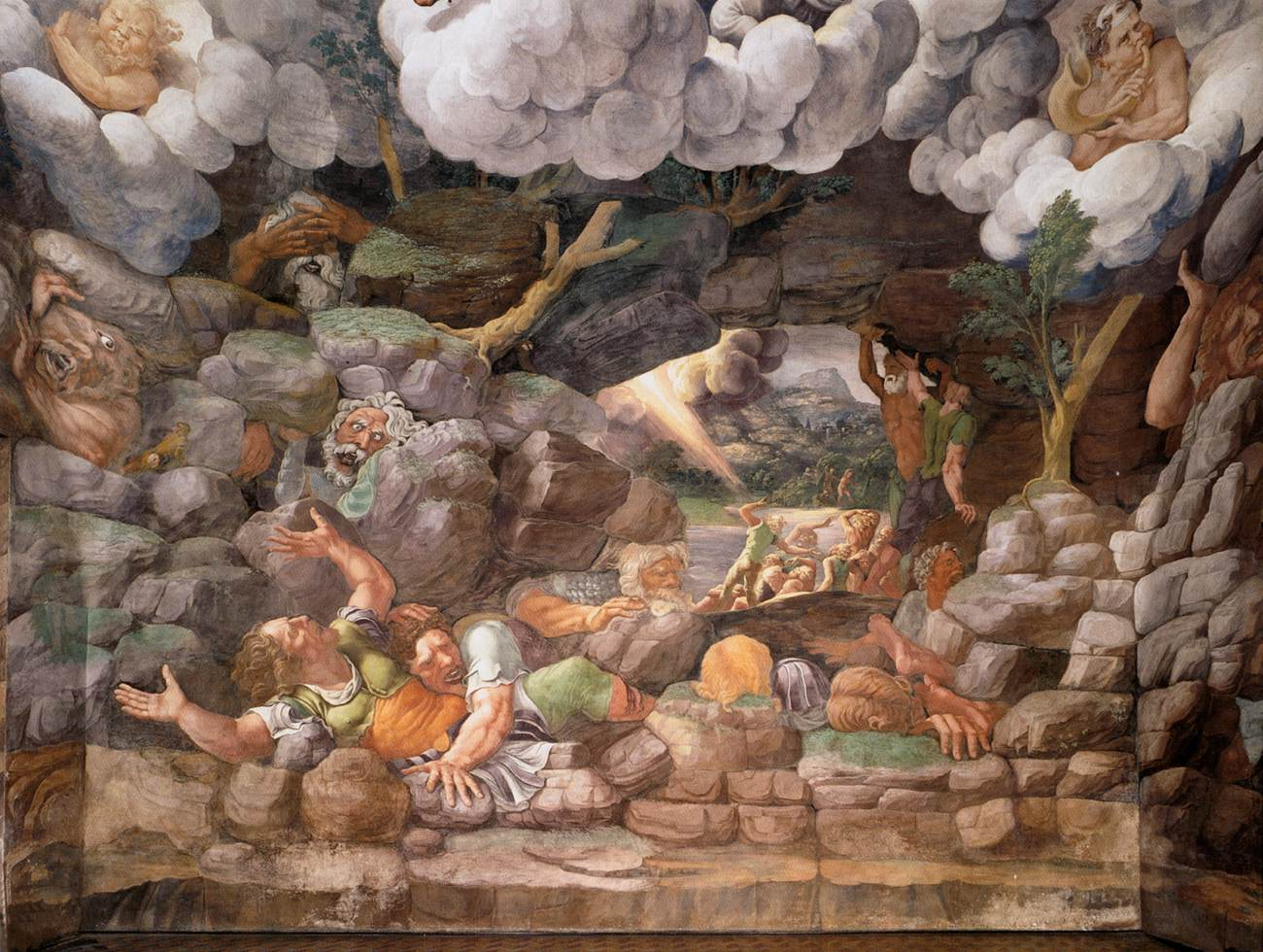
Giulio Romano, De val van de Giganten, 1532-1534, Sala dei Giganti, Palazzo del Te, Mantua
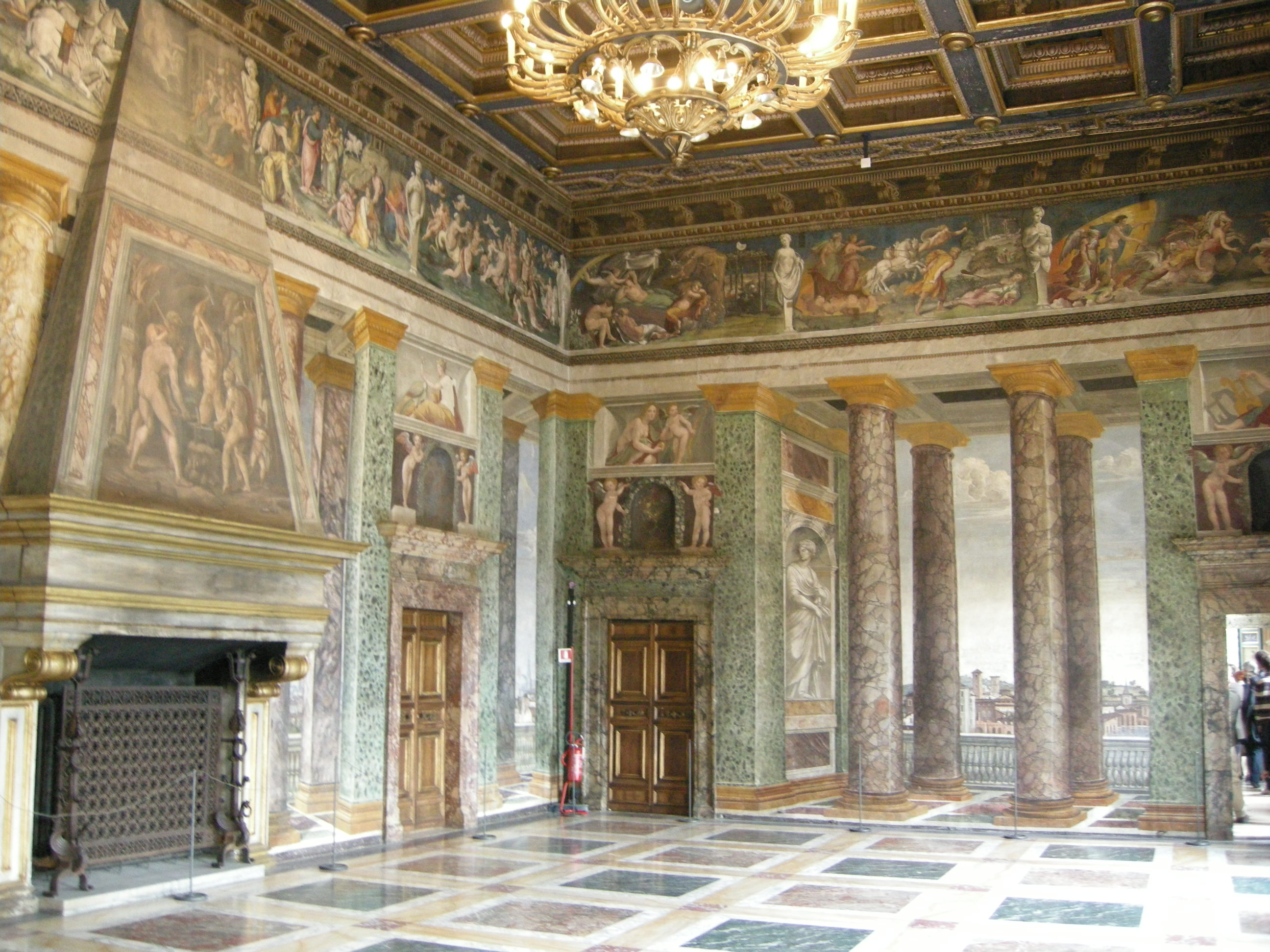
Baldassare Peruzzi, Sala delle Prospettive, ca. 1515, Villa Farnesina, Rome
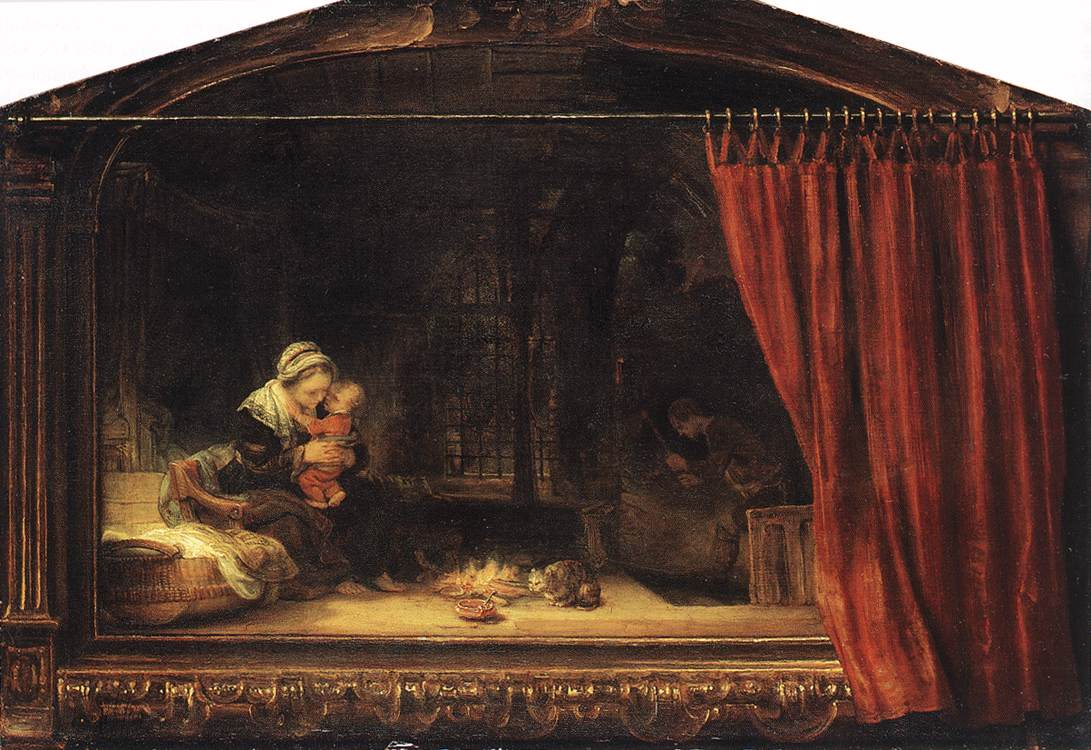
Trompe-l'oeil in het atelier van Rembrandt: Rembrandt (of leerling), Heilige familie met gordijn, 1646, Gemäldegalerie Alte Meister, Kassel

### Voorstellingen
Fabritius had, net als Rembrandt, een voorliefde voor ongewone onderwerpen en originele composities. Sommige historiestukken, zoals Hera en Mercurius en Aglauros, zijn zo obscuur dat er nog altijd geen volledige zekerheid is over de voorstelling. In het geval van Hagar en de engel is het wel duidelijk wat het onderwerp is, maar in dit geval koos Fabritius voor een ongebruikelijke episode uit het verhaal. En van het op het oog simpele genrestuk De schildwacht is het volkomen duister wat het nu precies voorstelt, welke betekenis (voor zover die er is) de diverse elementen hebben en wat de aanleiding voor het schilderij geweest kan zijn. Ook zijn latere portretten wijken af van wat destijds gebruikelijk was. Voor Abraham de Potter gebruikt hij een lichte in plaats van een donkere achtergrond, en op zijn laatste zelfportret uit 1654 poseert hij voor een imposante wolkenlucht.

## Het oeuvre van Carel Fabritius

### Kerngroep

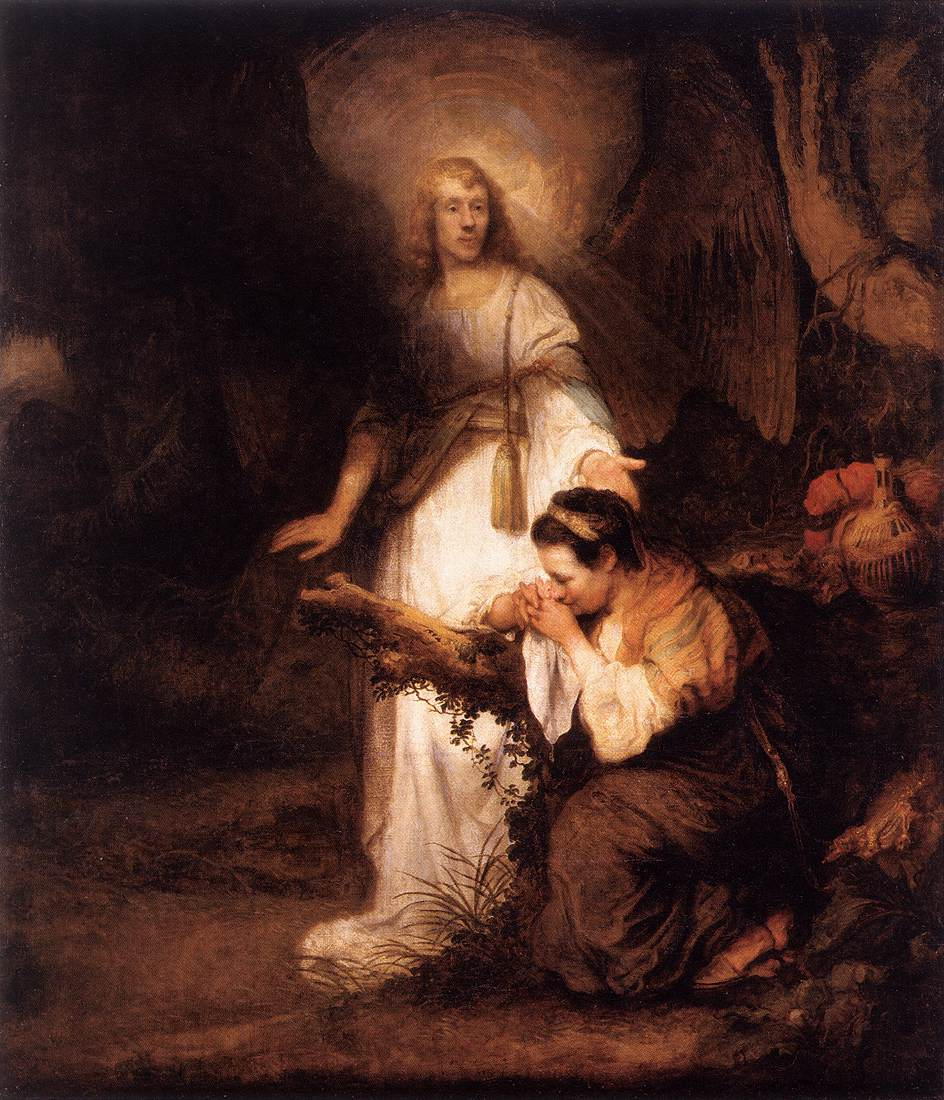
Carel Fabritius, Hagar en de engel, ca. 1643-1645, The Leiden Collection, New York

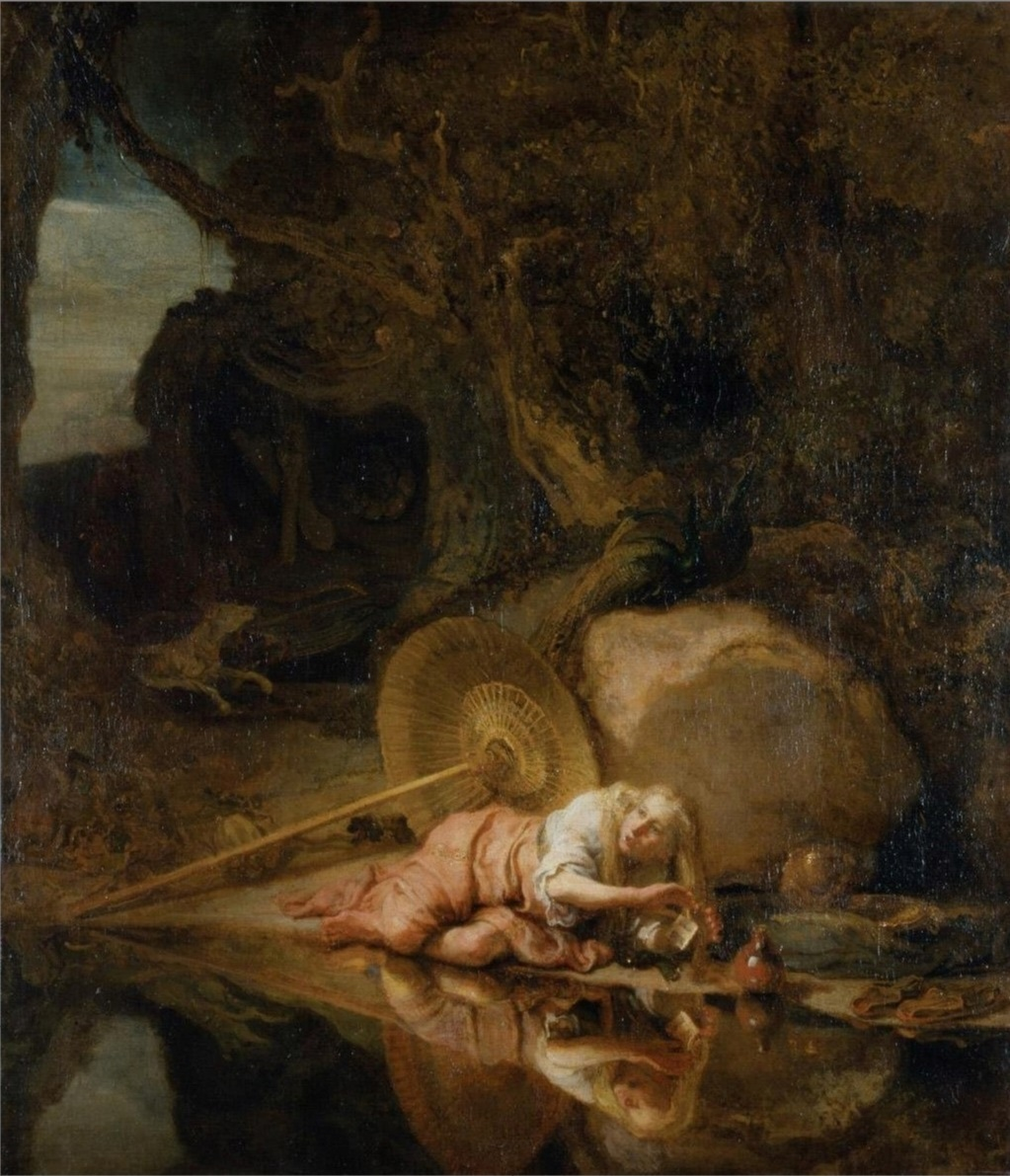
Carel Fabritius, Hera, ca. 1643, Poesjkinmuseum, Moskou

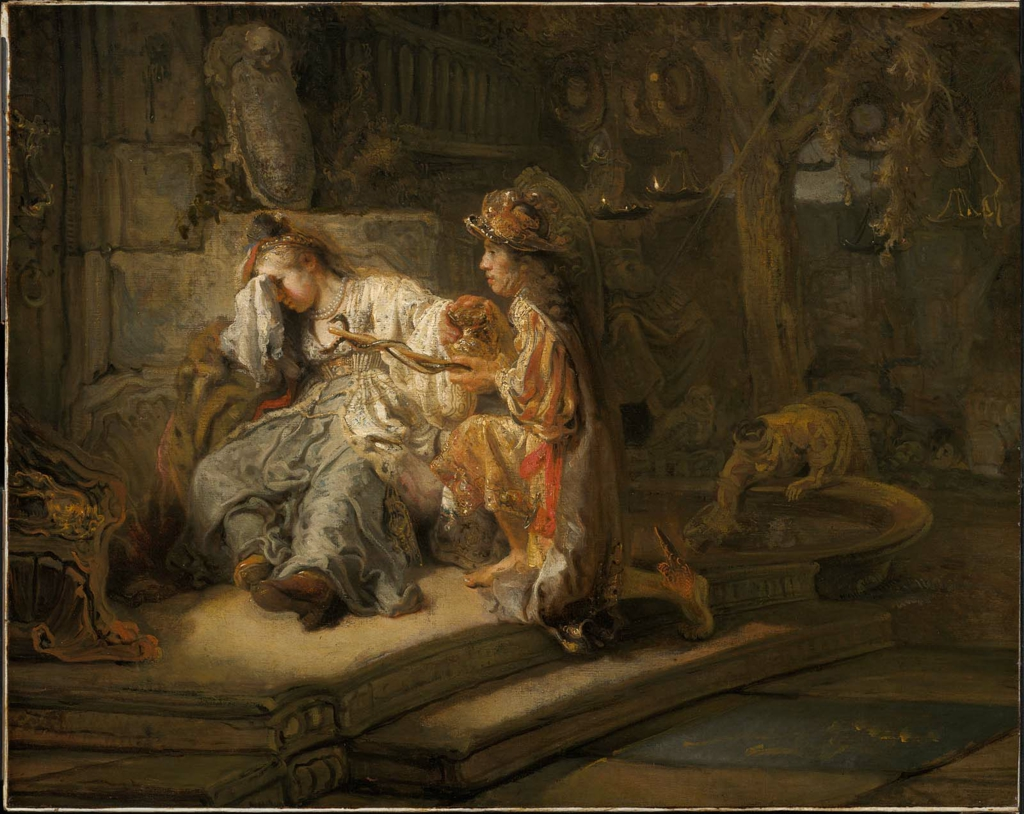
Carel Fabritius, Mercurius en Aglauros, ca. 1645-1647, Museum of Fine Arts, Boston

De kern van Fabritius' oeuvre bestaat uit de volgende elf schilderijen, waarvan er tien gesigneerd zijn. Vijf van de gesigneerde schilderijen zijn ook gedateerd. Het schilderij Hera wordt op stilische gronden aan hem toegeschreven.
Lange tijd was De opwekking van Lazarus het enige vroege werk van Fabritius dat bekend  was, maar dankzij de ontdekking in 1985 van het gesigneerde schilderij Mercurius en Argus konden er nog drie vroege historiestukken aan Carel Fabritius worden toegeschreven. In 2005 werden bij technisch onderzoek met infrarood licht sporen van Fabritius' signatuur ontdekt op Hagar en de engel en Mercurius en Aglauros. In het verleden was zijn naam overschilderd door een valse Rembrandt-signatuur. Van de Hera bezit het Rijksmuseum een kopie, die vroeger werd toegeschreven aan Govert Flinck, een andere leerling van Rembrandt.
- De opwekking van Lazarus, ca. 1643, signatuur: CAR. FABR. (Nationaal Museum van Warschau)
- Hagar en de engel, ca. 1643-1645 (The Leiden Collection, New York)
- Hera, ca. 1643, (Poesjkinmuseum, Moskou)
- Mercurius en Aglauros, ca. 1645-1647 (Museum of Fine Arts, Boston)
- Mercurius en Argus, ca. 1645-1647, signatuur: Carolus fabritius (Los Angeles County Museum of Art)
- Zelfportret,  ca. 1647-1648, signatuur: fabritius / f (Museum Boijmans Van Beuningen, Rotterdam)
- Portret van Abraham de Potter, signatuur: Abraham de potter / Æ. 56 / C. fabritius 1649. fe. (Rijksmuseum Amsterdam)
- Gezicht in Delft, signatuur: C. FABRITIVS / 1652 (National Gallery, Londen)
- Zelfportret met bontmuts en kuras, signatuur: C. fabritius. / .1654. (National Gallery, Londen)
- De schildwacht, signatuur: C. FABRITIVS 1654 (Staatliches Museum Schwerin)
- Het puttertje, signatuur: C. FABRITIVS 1654 (Mauritshuis, Den Haag)

### Problematische schilderijen
Het schilderij uit circa 1645 dat meestal wordt beschouwd als het vroegste zelfportret dat we van hem kennen, is ook wel toegeschreven aan zijn broer, en omdat de broers veel op elkaar geleken moeten hebben, zou het eventueel ook een (zelf)portret van Barent kunnen zijn. Hoewel de toeschrijving bemoeilijkt wordt door de slechte staat, is het schilderij volgens de samenstellers van de tentoonstelling in 2004 (in Den Haag en Schwerin) ontegenzeglijk van Carel Fabritius. Ook het gegeven dat er aan de rechterkant, waar een reep van het schilderij is afgesneden, nog een "C" van een signatuur lijkt te resteren, wijst in deze richting.
Wheelock deed de suggestie dat Meisje met een bezem is ontstaan in de periode dat Carel Fabritius niet meer in Amsterdam woonde, maar nog wel in Rembrandts atelier werkte. Fabritius zou alleen het meisje hebben geschilderd (al dan niet met bezem), waarna het doek onvoltooid in het atelier achterbleef. In 1651 werd het afgewerkt door iemand anders en met de signatuur van Rembrandt op de markt gebracht.

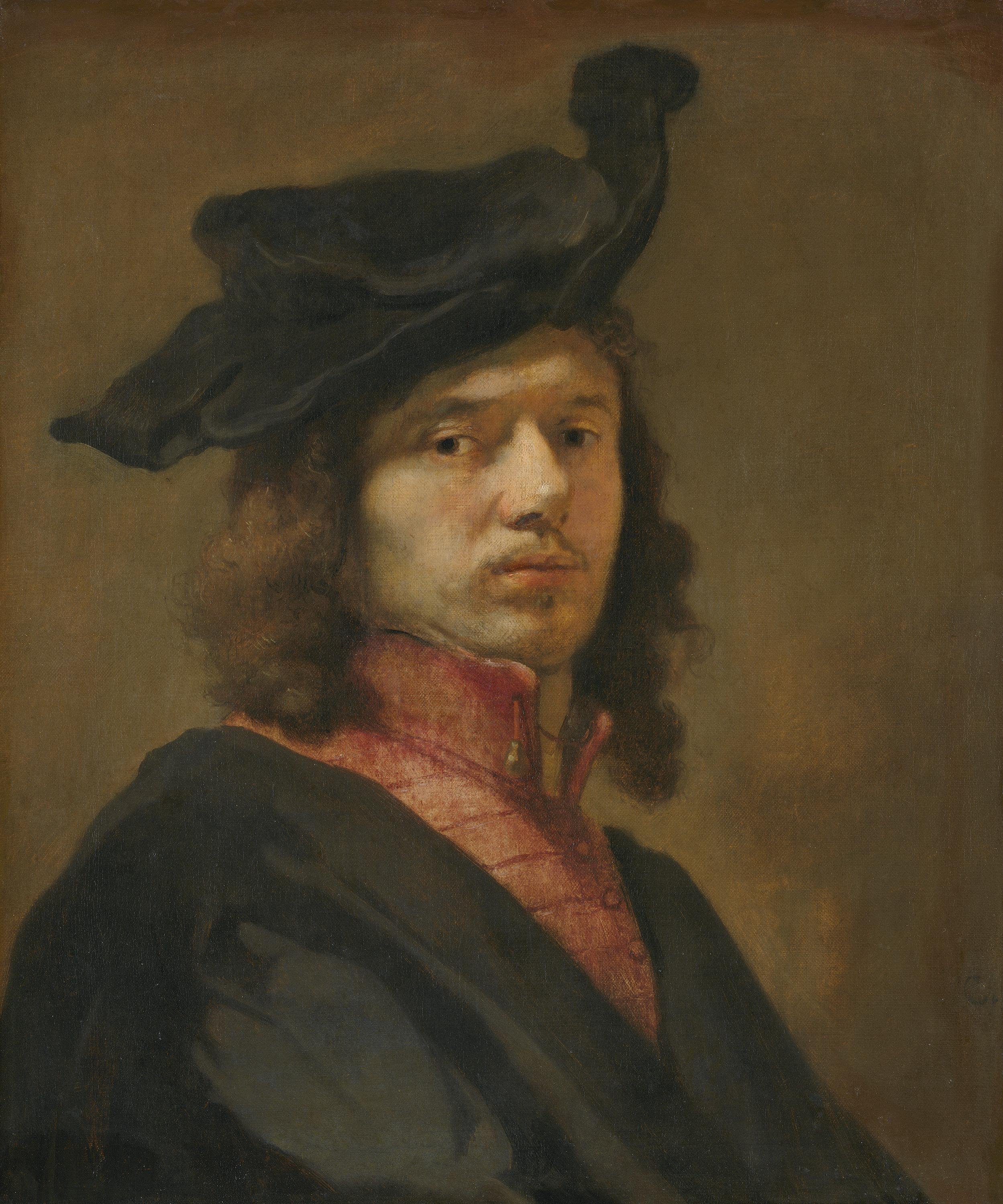
Carel Fabritius (?), Zelfportret, ca. 1645, Alte Pinakothek, München
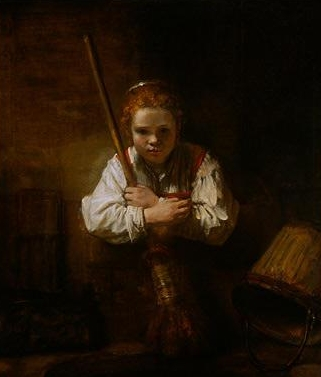
Carel Fabritius (?) en andere Rembrandt-medewerker, Meisje met een bezem, ca. 1646/48 en 1651, National Gallery of Art, Washington

Verder zijn er enkele schilderijen die vroeger op naam van Rembrandt stonden, maar volgens het Rembrandt Research Project eerder het werk lijken van Carel Fabritius. De schilderijen zijn variaties op originele werken van Rembrandt, zoals de portretten van Herman Doomer (Met, New York) en Baerthe Martens Doomer (Hermitage, Sint-Petersburg) uit 1640. Van De geslachte os bestaan ook versies door andere schilders, waaronder die van Rembrandt zelf uit 1655 (Louvre, Parijs).

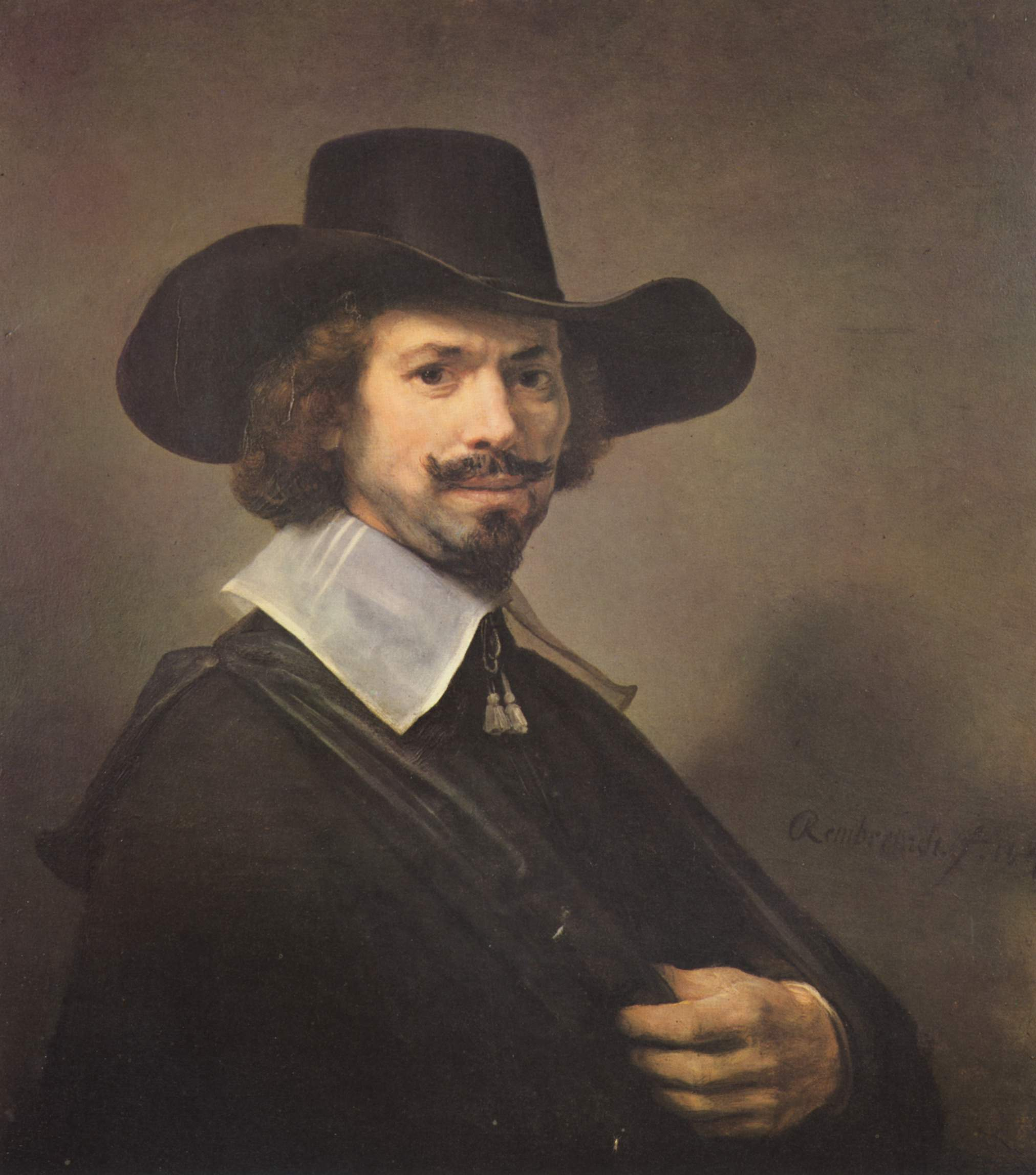
Carel Fabritius (?), Portret van een man, ca. 1642, Collectie Hertog van Westminster
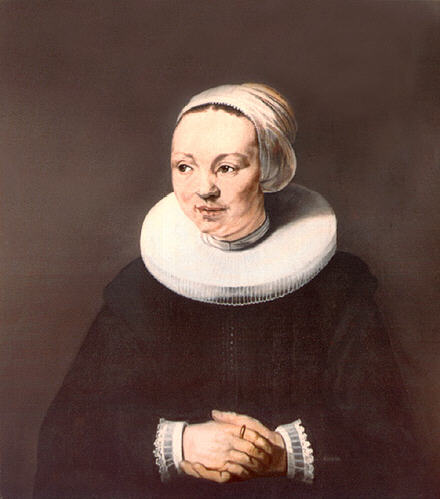
Carel Fabritius (?), Portret van een vrouw, ca. 1642, Collectie Hertog van Westminster
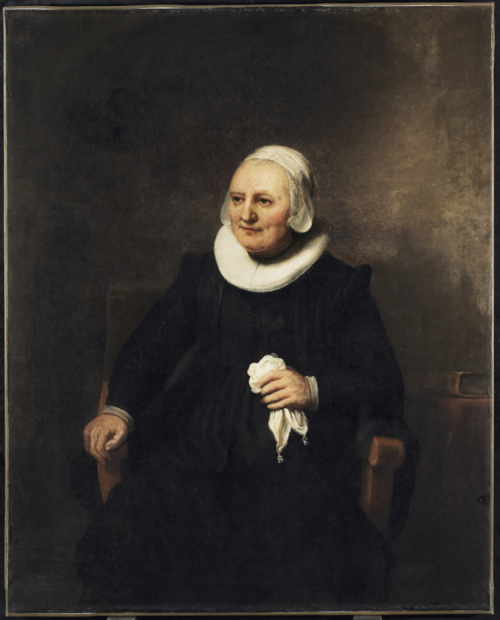
Carel Fabritius (?), Portret van een zittende vrouw met zakdoek, ca. 1644, Art Gallery of Ontario, Toronto
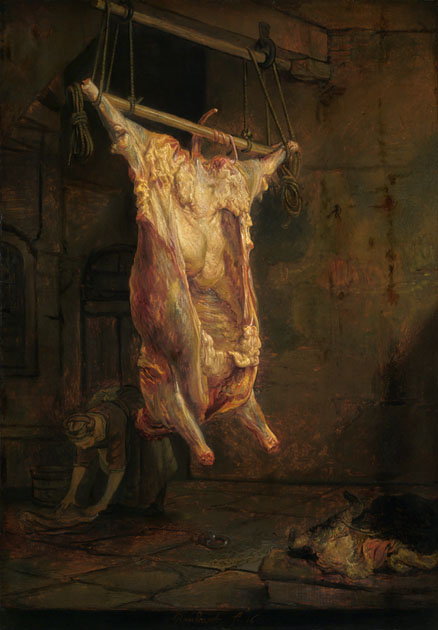
Carel Fabritius (?), Een geslachte os, ca. 1642-1643, Kelvingrove Art Gallery and Museum, Glasgow

In 17e-eeuwse boedelbeschrijvingen worden soms "ruw aangesmeerde tronies" (vlot geschilderde karakterkoppen) van Fabritius vermeld. Er zijn diverse schilderijen die aan deze omschrijving voldoen en waarvan sommige misschien authentiek zijn. Er bevindt zich ook een exemplaar in het Louvre.
De Man met helm werd lange tijd beschouwd als de missing link tussen Rembrandt (Fabritius' leermeester) en Vermeer (die vroeger ten onrechte werd beschouwd als Fabritius' leerling). Tijdens de tentoonstelling van 2004 is het gepresenteerd als "anoniem", anderen willen het niet afschrijven.

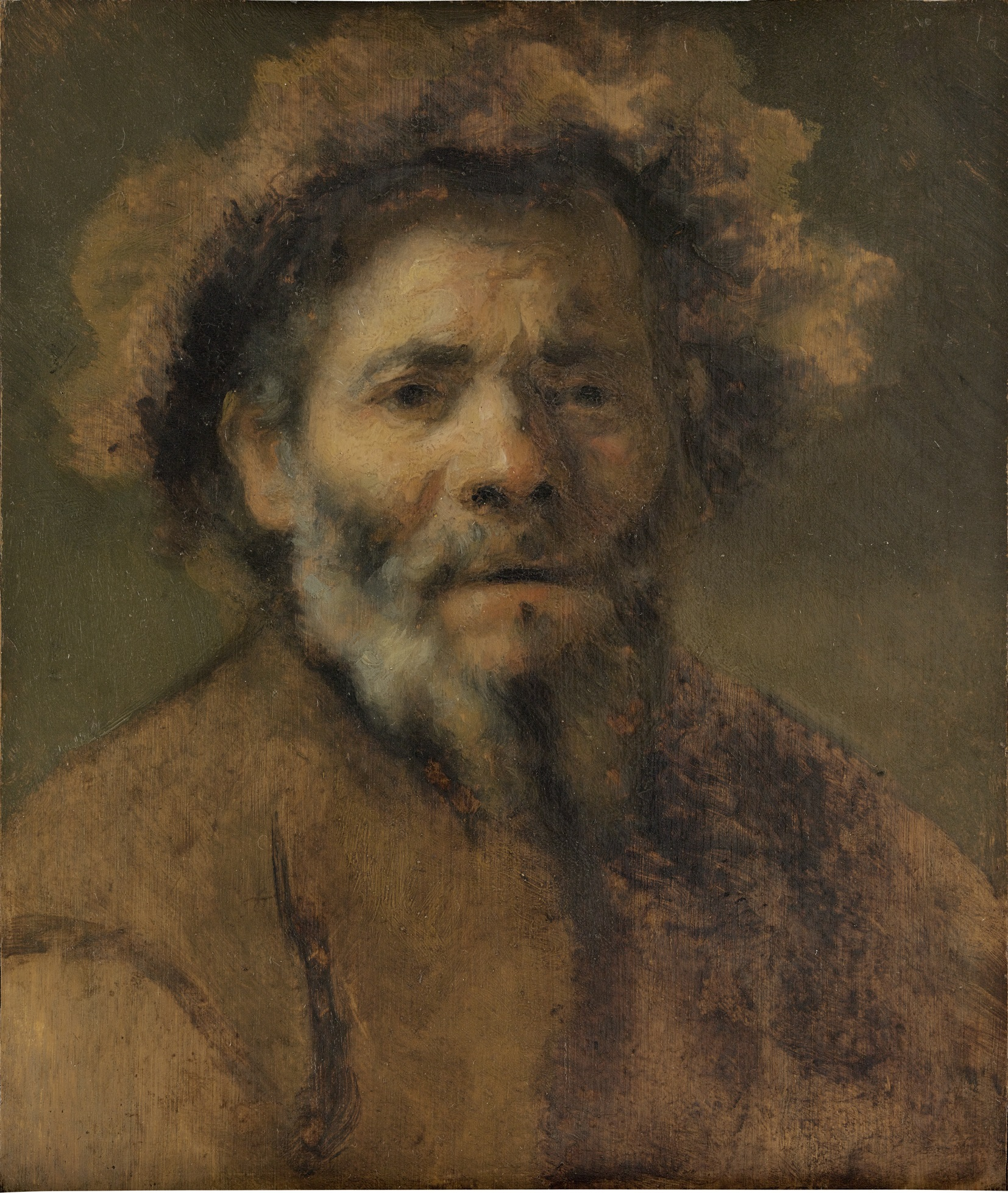
Omgeving van Carel Fabritius, Tronie, 1654, Mauritshuis
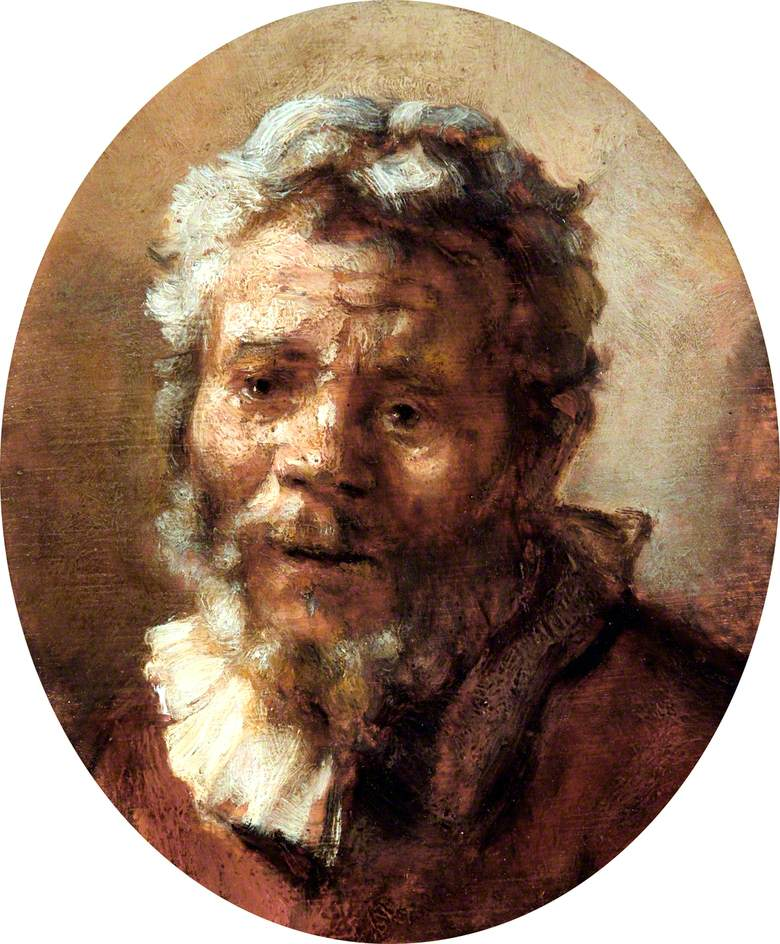
Omgeving van Carel Fabritius, Tronie, Walker Art Gallery, Liverpool
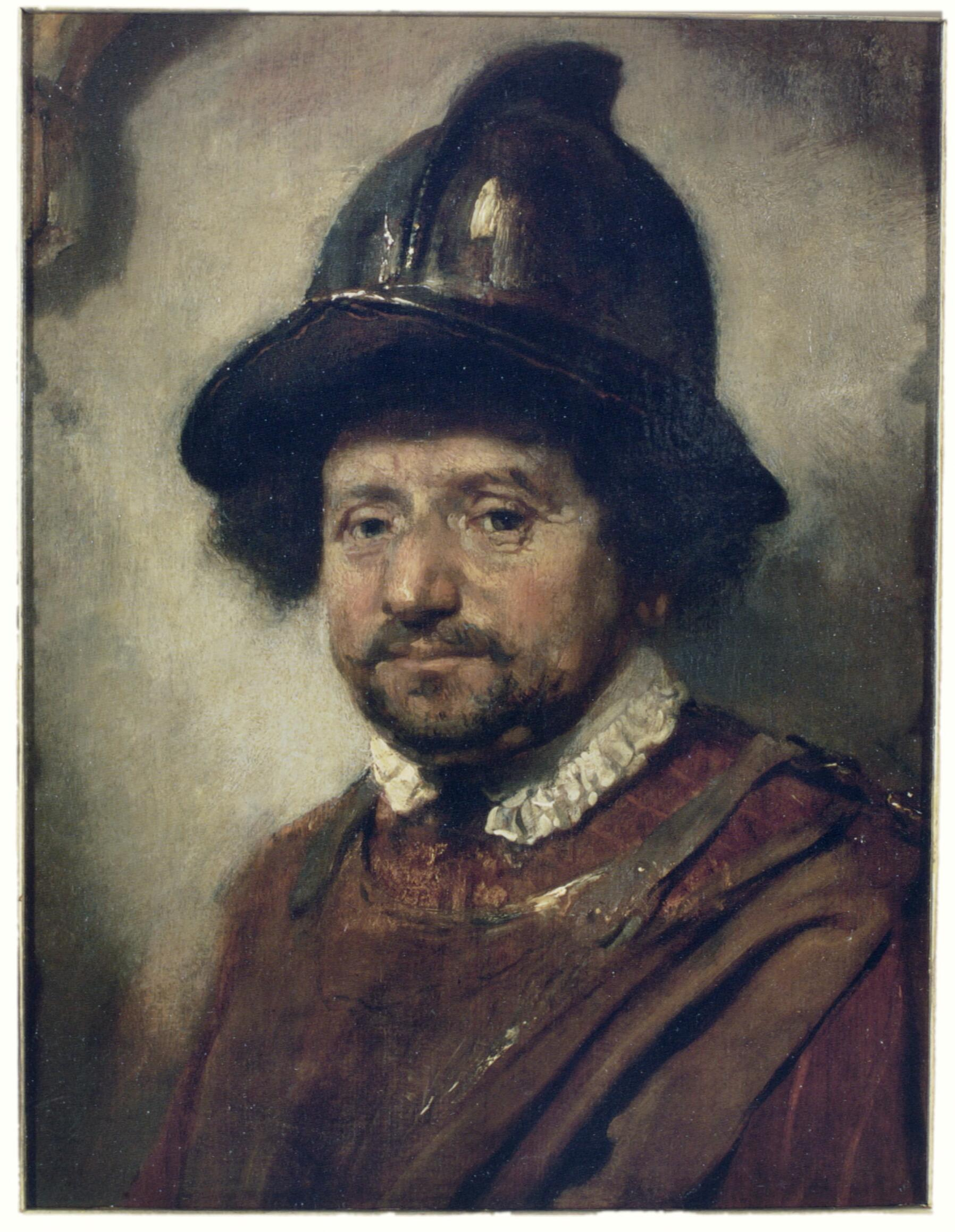
(Omgeving van) Carel Fabritius (?), Man met helm, Groninger Museum

### Het verloren gegane familieportret

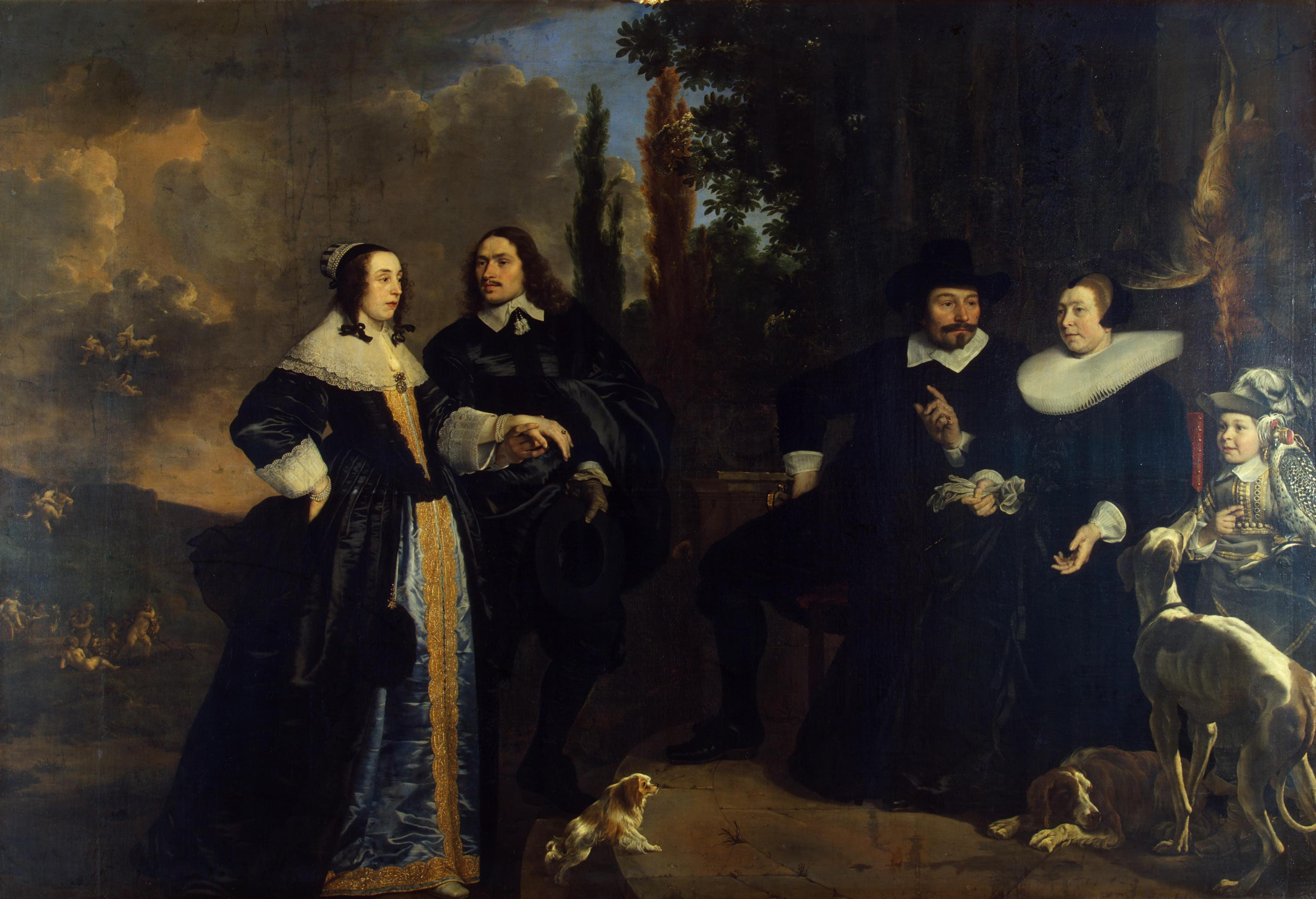
Bartholomeus van der Helst, Portret van een onbekende familie, ca. 1655, Hermitage, Sint-Petersburg. De compositie van dit (nog grotere) schilderij is misschien beïnvloed door het familieportret dat ooit in Boijmans hing.

Het grote schilderij Portret van een onbekende familie (gesigneerd en gedateerd: Carō fabritius.1648) ging in 1864 verloren bij de brand van het museum Boijmans, dat destijds was gevestigd in het Schielandshuis in Rotterdam. Thoré-Bürger was er lyrisch over en vond dit het grootste verlies van de brand: "Zijn schilderij! Het vuur! Hij speelde met het vuur, in zijn schilderijen, die grote kunstenaar! Zijn kleuren gloeien met de tint van gebrande suiker en karamel. Met die woeste tinten van smeltend ijzer was hij degene die Rembrandt het dichtst benaderde, (...) maar hij imiteerde hem niet. Hij liet zich slechts inspireren door de warmte die Rembrandt bezat."
Behalve twee schetsen die naar het schilderij zijn gemaakt – waarvan een na de brand – resteert er alleen nog de beschrijving in de catalogus van Museum Boijmans uit 1862:
Een Heer, van de trap komende, geeft de linkerhand aan zijne vrouw, nevens haar een meisje; regts naast den trap zit een lezend jongeling aan eene tafel, met een rood kleed bedekt, waarop een doodshoofd en een groot anatomieboek tegen den marmeren kop van eene fontein rustende, die een straal water werpt welke door een in het midden van het schilderij zittenden jongen in een bakje wordt opgevangen; links twee meisjes. Tusschen de kolommen en een balustrade ziet men een tuin en een rijk gebouw.

### Tekeningen
De volgende tekeningen, die zich op een na allemaal in het Rijksmuseum bevinden, worden sinds 1985 toegeschreven aan Carel Fabritius. Ze zijn overduidelijk gemaakt in het atelier van Rembrandt en stammen waarschijnlijk uit de eerste helft van de jaren 1640. De tekening van de Staande jongen die een touw vasthoudt is mogelijk door Rembrandt gecorrigeerd of in samenwerking met hem gemaakt. Sinds 1985 zijn nog meer tekeningen van Fabritius in dezelfde stijl opgedoken: Jozef verklaart de dromen in de gevangenis (veiling Christie's New York, 24 januari 2008), Tobias snijdt de ingewanden uit de vis (Ossolineum, Wrocław) en Eliëzer en Rebecca bij de bron (National Gallery of Scotland, Edinburgh). Verder zijn er nog twee tekeningen met oosterse figuren (Kupferstichkabinett, Berlijn & Szépművészeti Múzeum, Boedapest). Gezicht op een rij huizen ontbreekt in de catalogus uit 1985, maar is te vinden op de website van het Rijksmuseum.

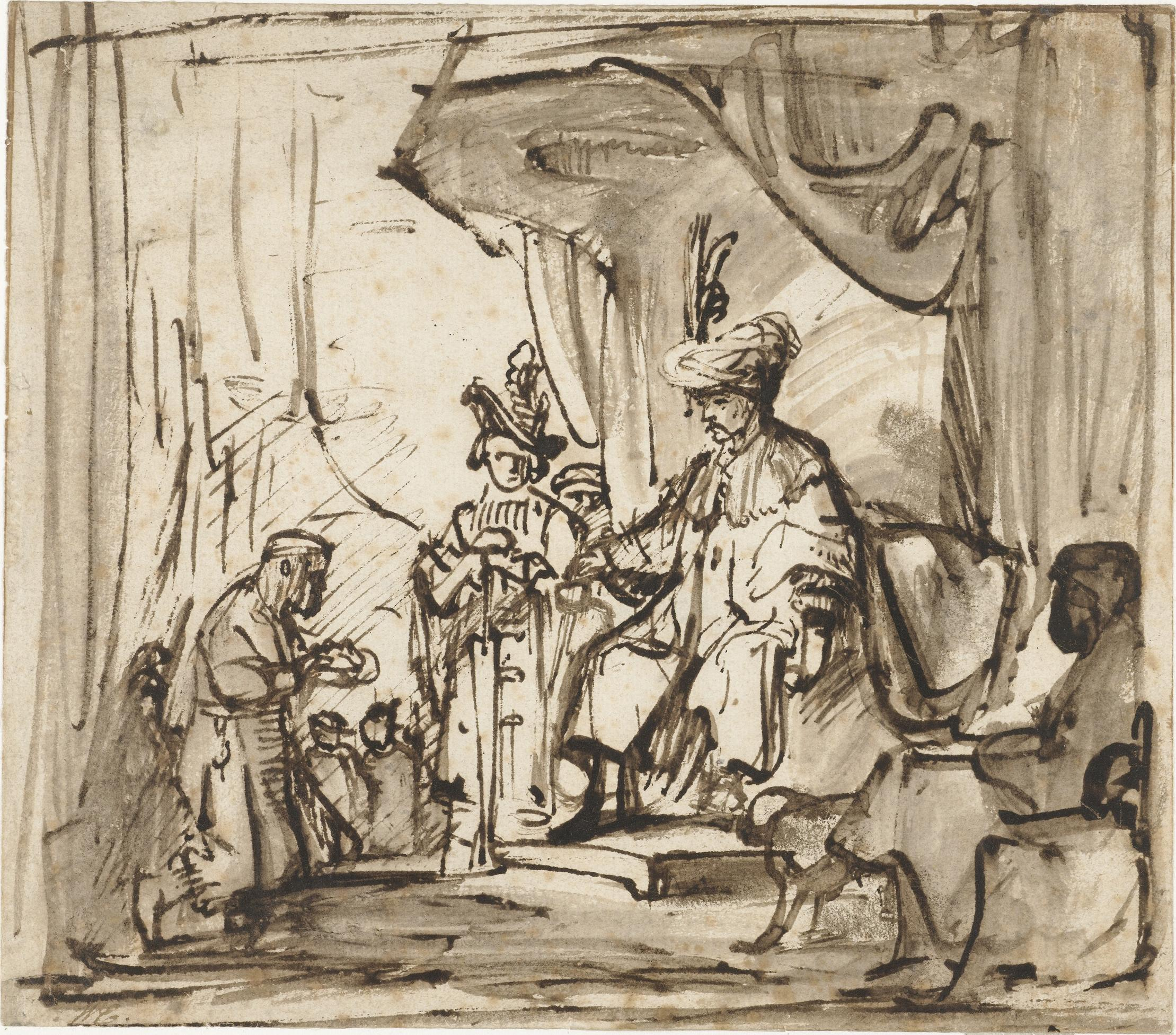
De bode met de kroon van Saul voor David
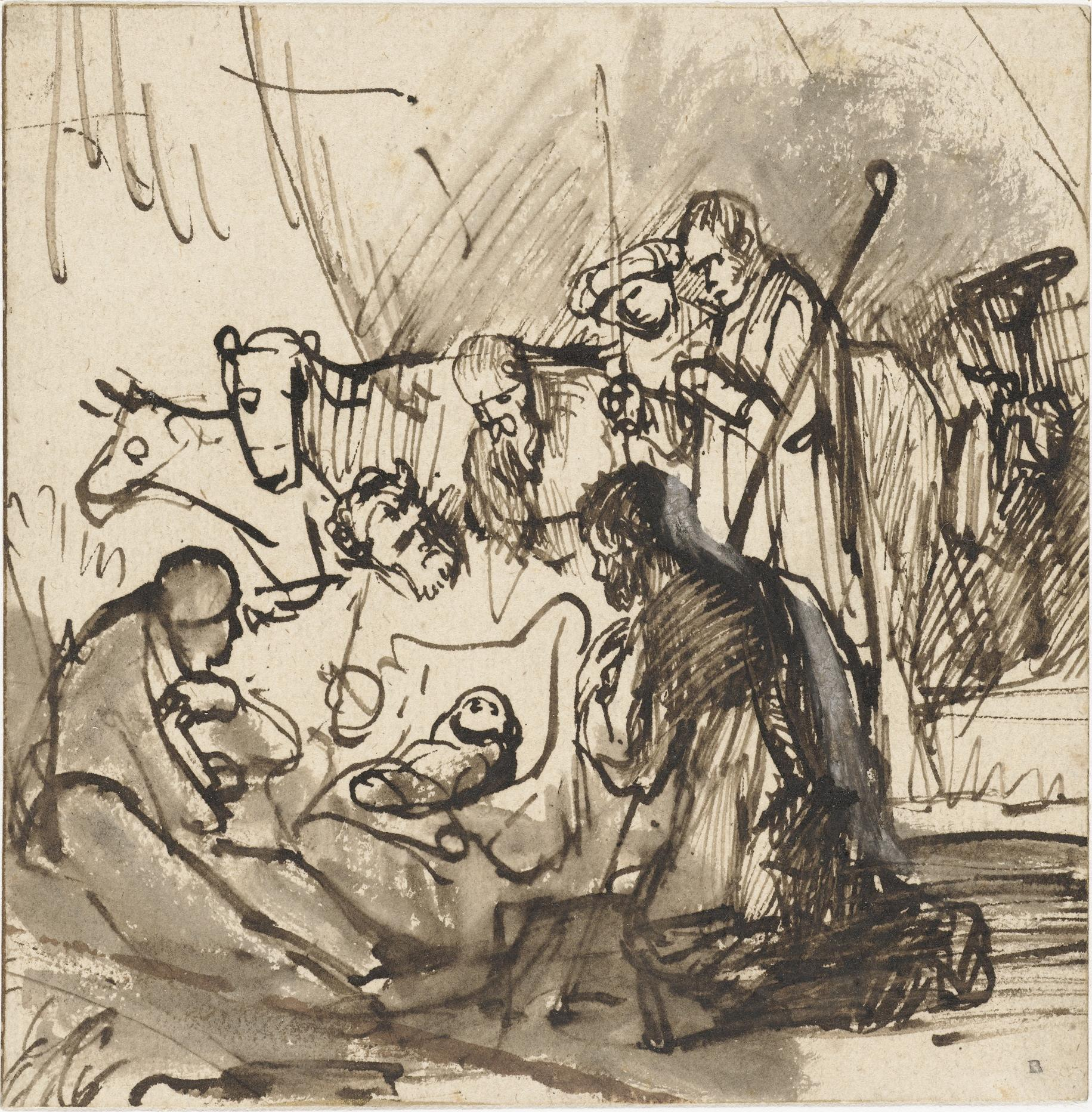
De aanbidding door de herders
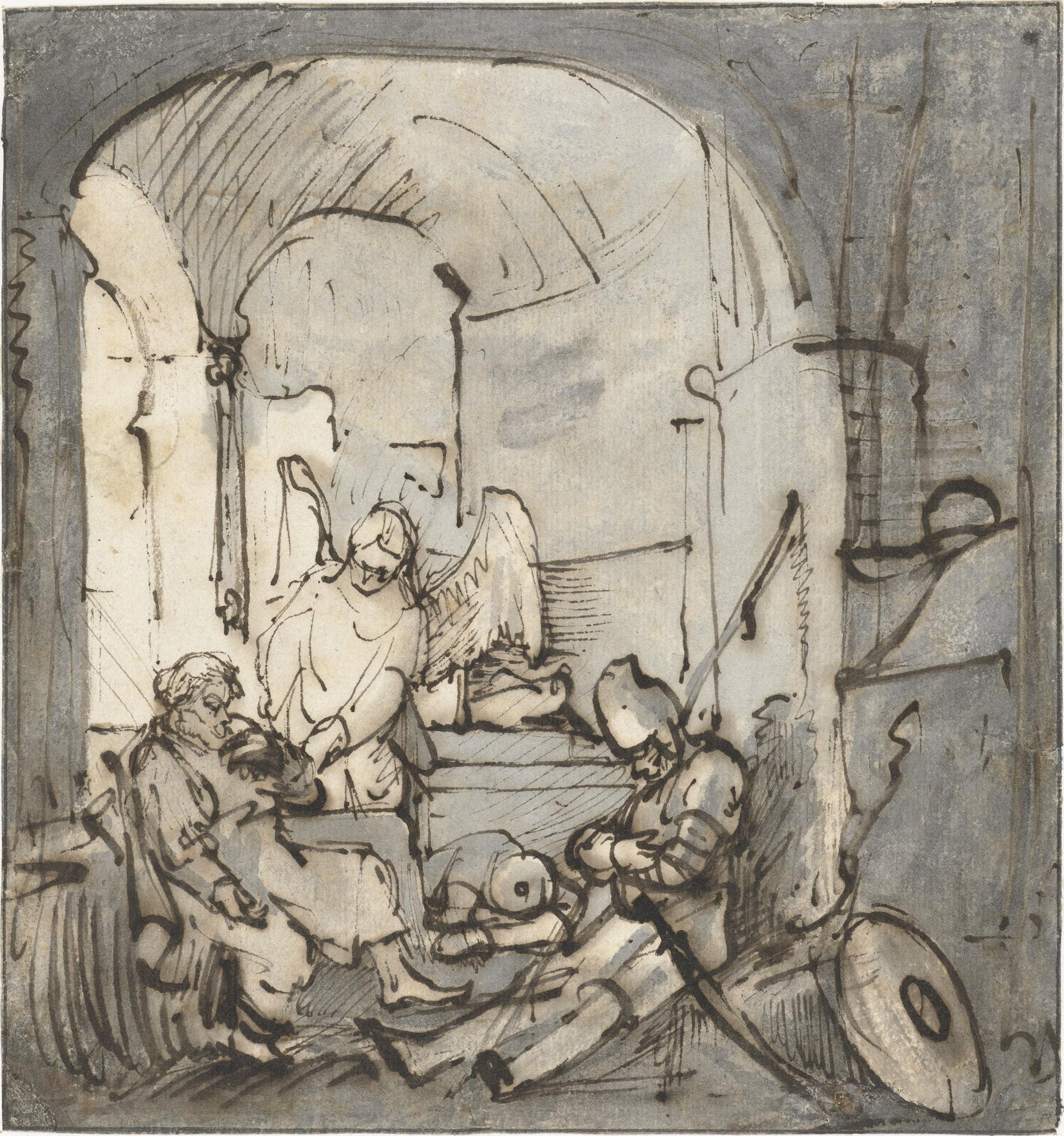
De bevrijding van Paulus uit de gevangenis
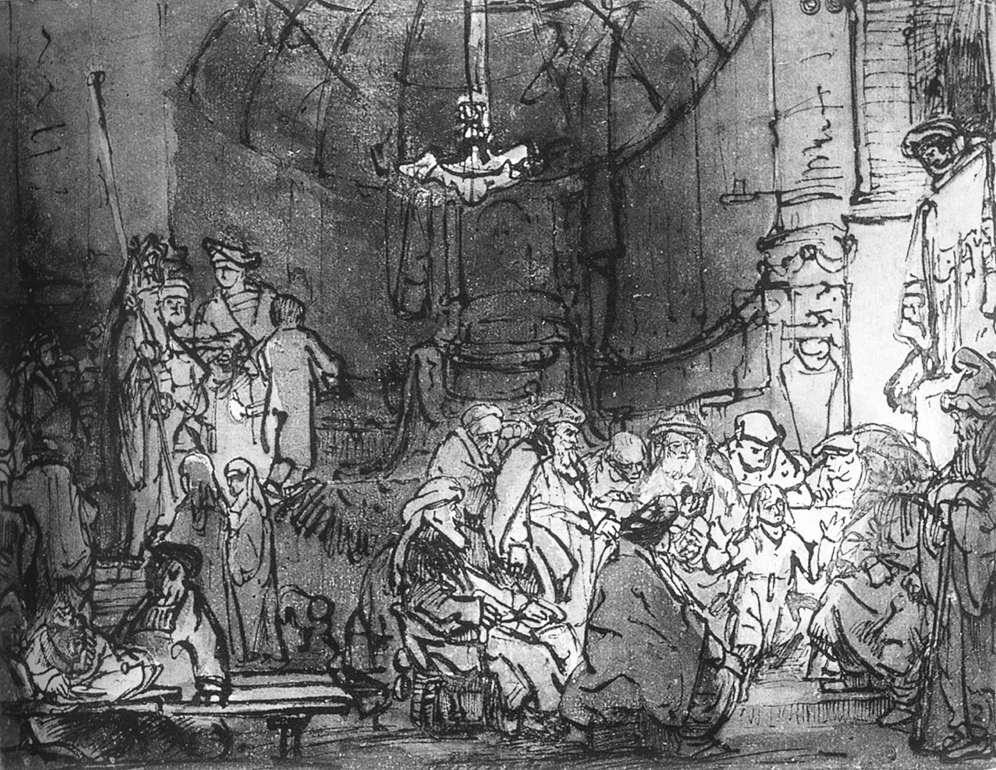
De twaalfjarige Jezus in de tempel, Collectie Oskar Reinhart, Winterthur
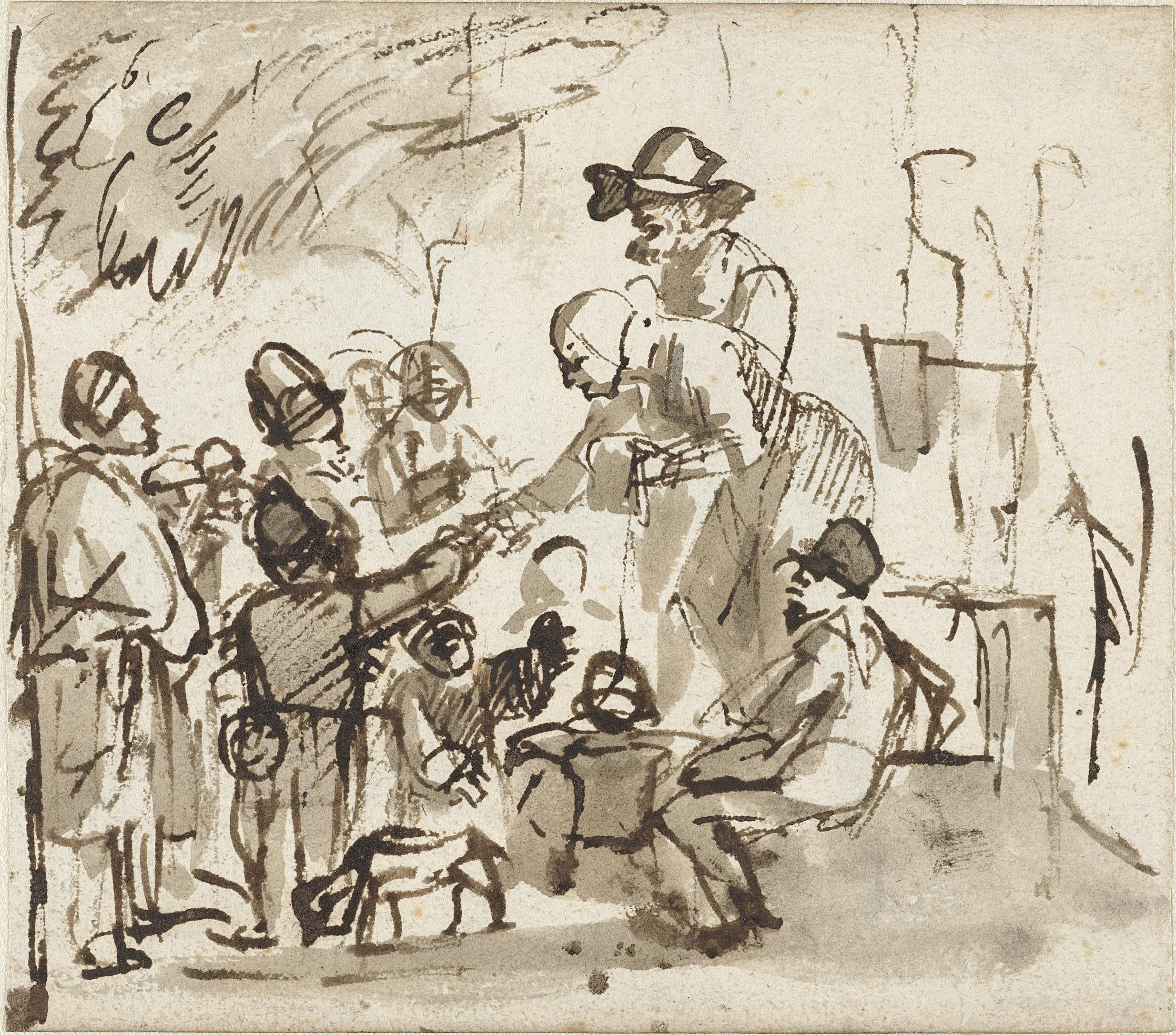
Oud paar deelt aan kinderen waren uit in de openlucht
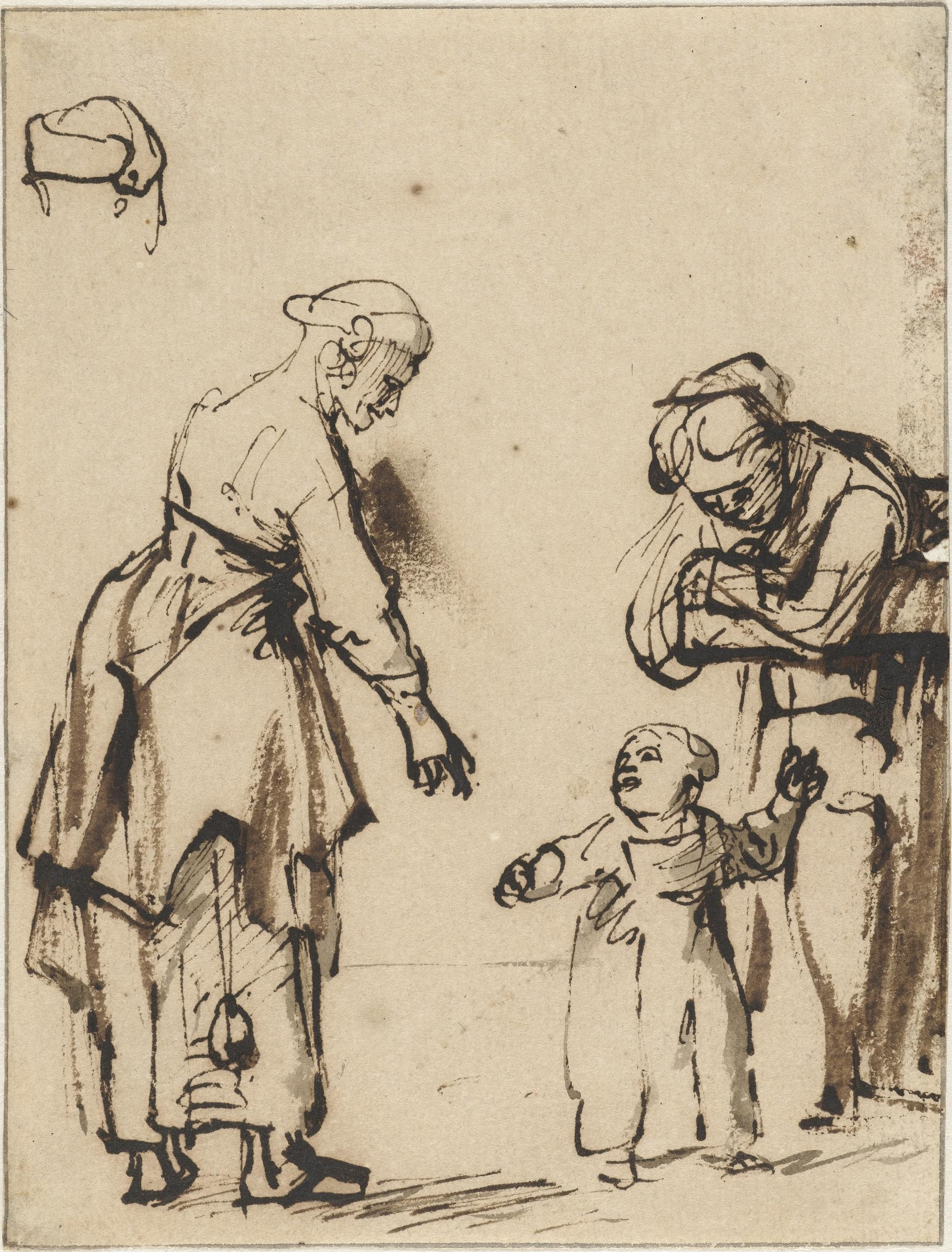
Twee staande vrouwen met een kind
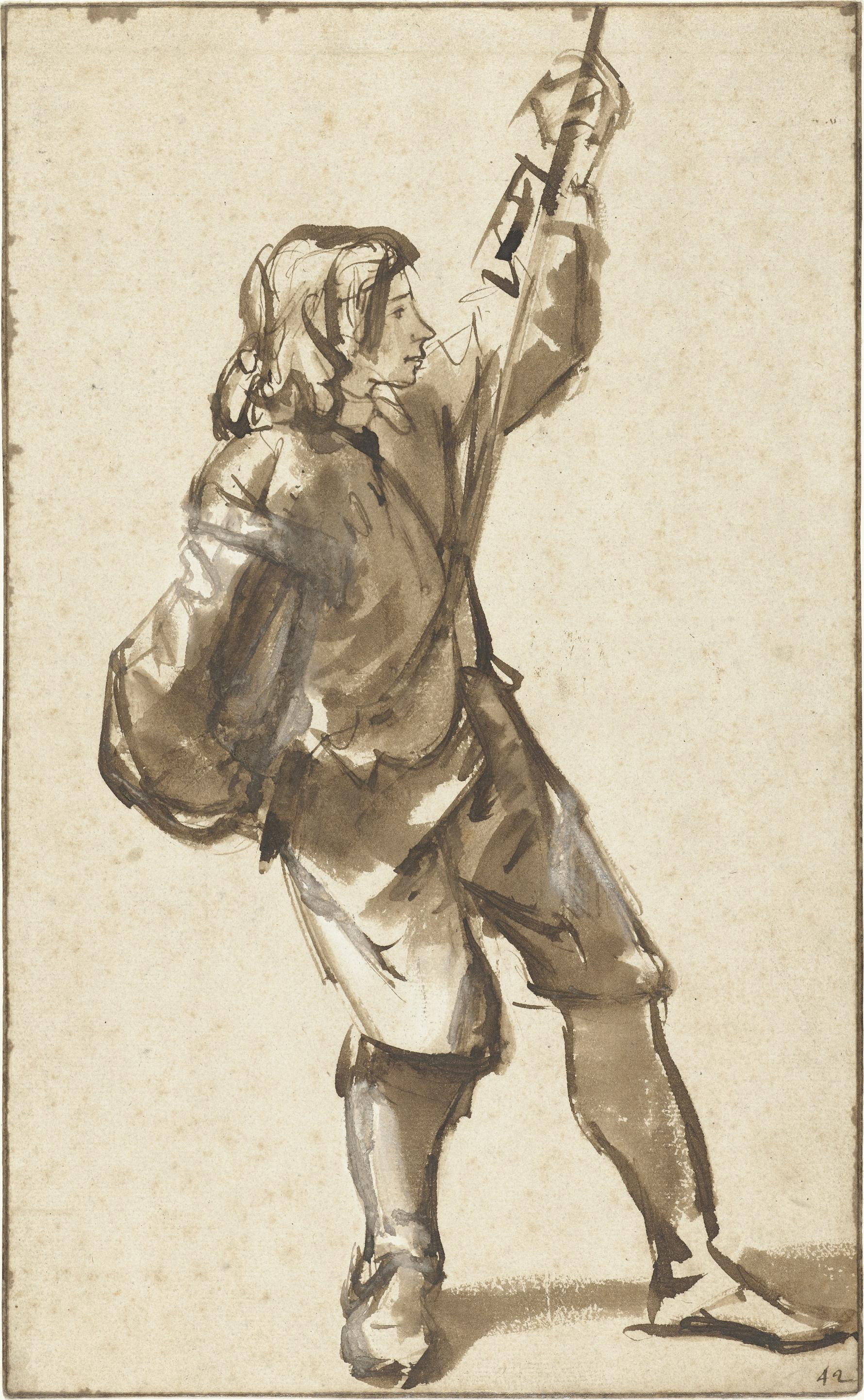
Staande jongen die een touw vasthoudt
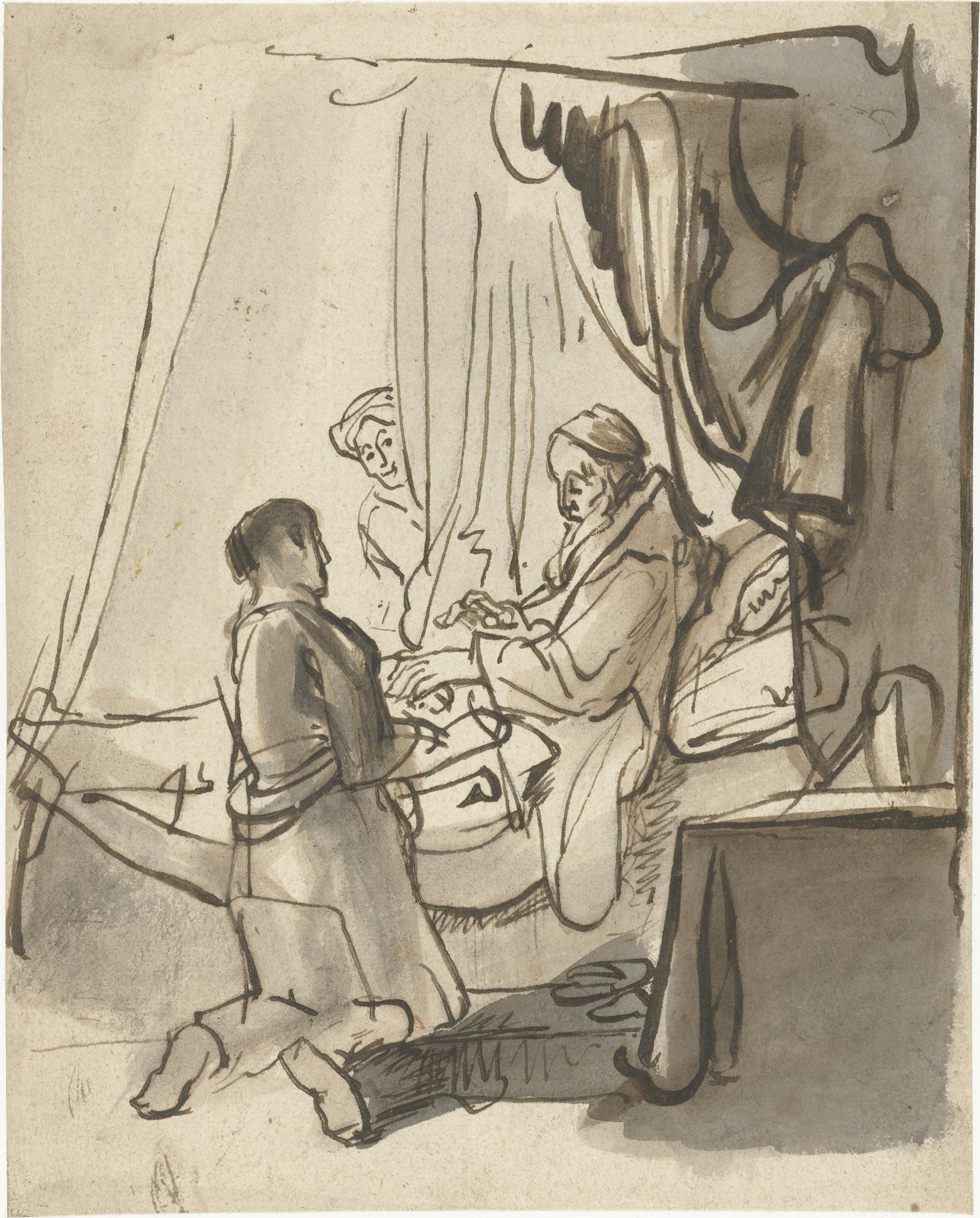
Isaak zegent Jakob (Anonieme kopie naar Fabritius)
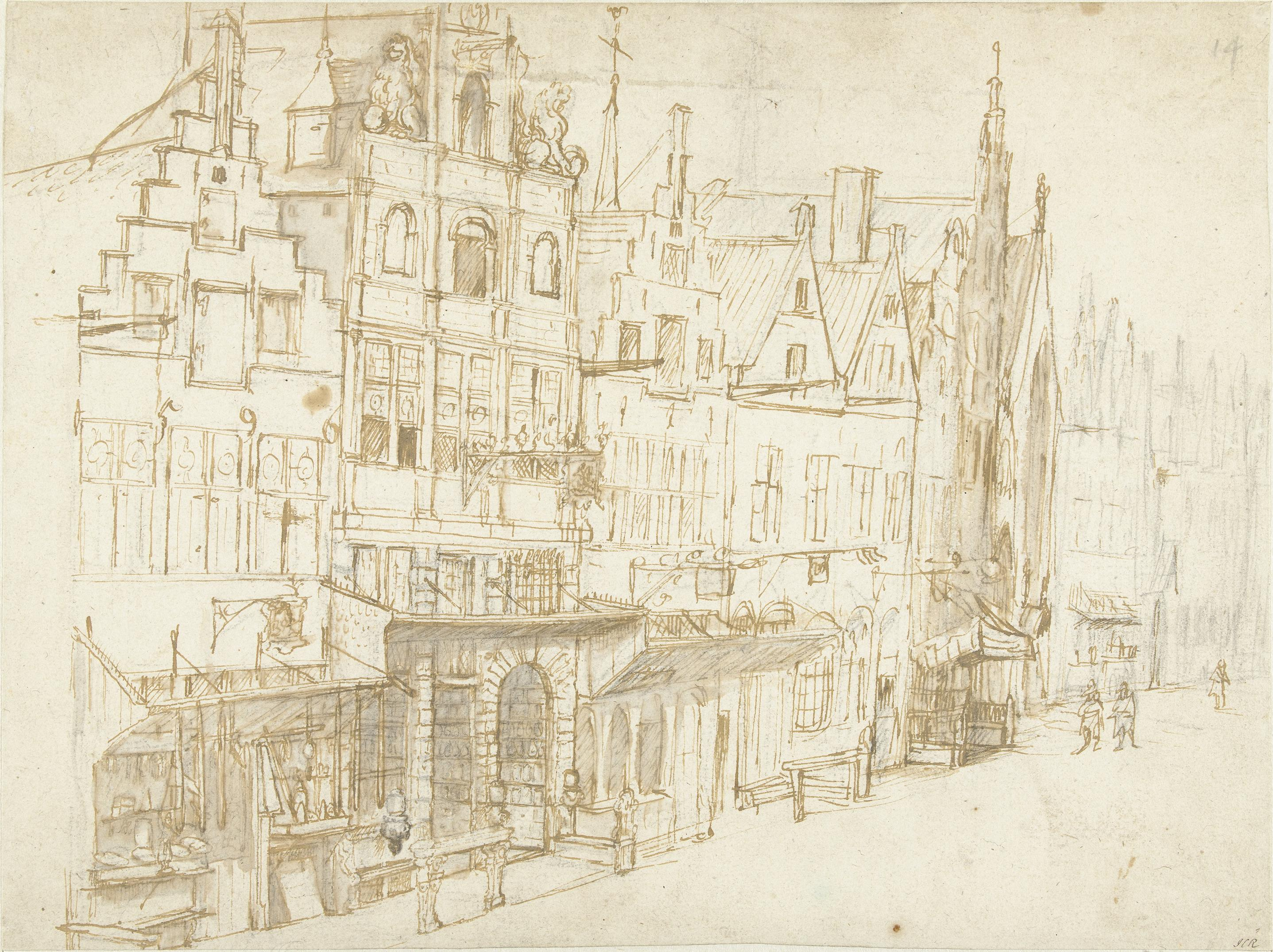
Gezicht op een rij huizen

## Waardering en invloed

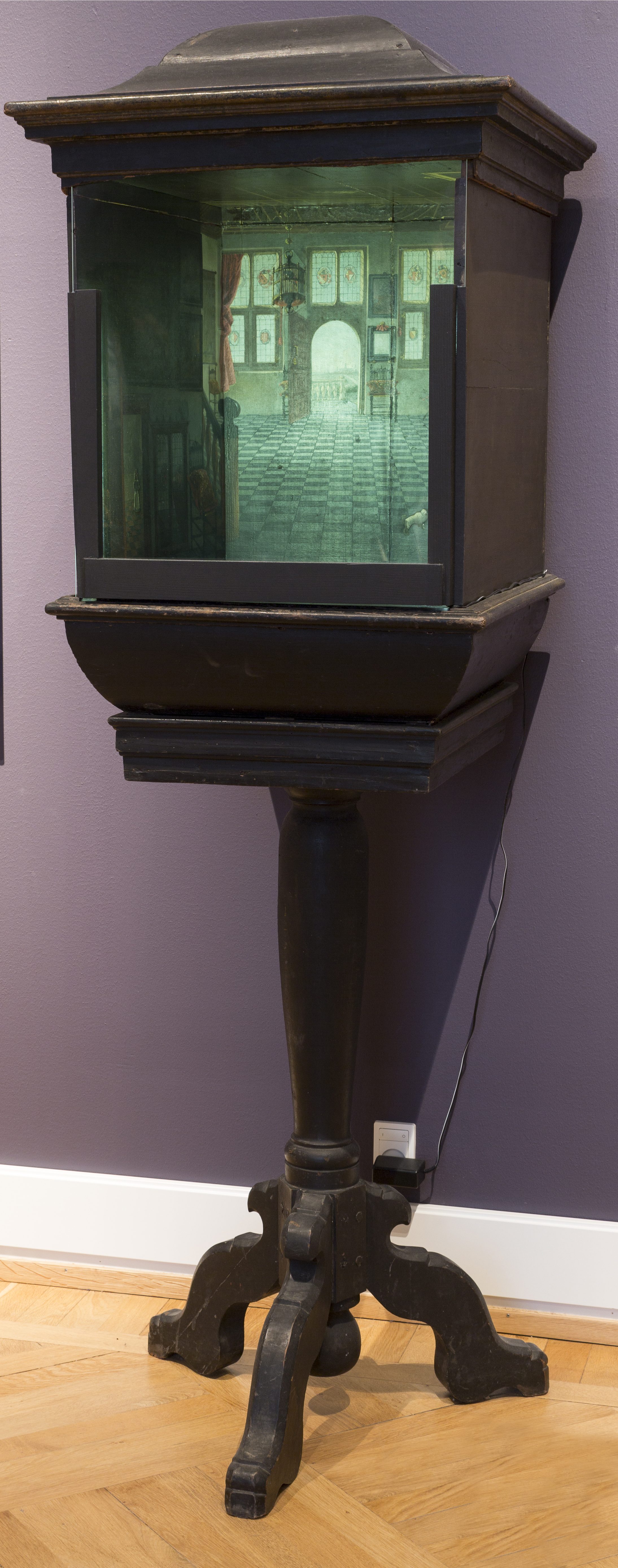
Anoniem (vroeger toegeschreven aan Fabritius), Perspectiefkast, ca. 1670, Statens Museum for Kunst, Kopenhagen

Direct na zijn dood werd Carel Fabritius "na 't oordeel van veele konst-kenders" beschouwd als "een seer voortreflijck en uytnemend Konstschilder". En Arnold Bon, de uitgever van Van Bleyswijcks Beschryvinge der stadt Delft uit 1667, noemde Fabritius in zijn treurdicht op de dood van de schilder het "beste troetel Kindt" van de "Konst-Goddin Pictura".

Al in de zeventiende eeuw werd Johannes Vermeer als de artistieke erfgenaam van Carel Fabritius gezien. Arnold Bon besluit zijn treurdicht namelijk met: 
"Dus bleev' dien Phenix op zyn dertig jaren,
In 't midden, en in't beste van zyn swier,
Maar gelukkig rees'er uyt zyn vier [=vuur]
Vermeer, die 't meesterlyck hem na kost klaren."
Ook al is Vermeer beïnvloed door het werk van Fabritius, hij is zeker niet zijn leerling geweest, zoals weleens (op grond van het bovenstaande gedicht) is gedacht. Fabritius' doorkijkjes en andere perspectivische experimenten vonden niet alleen navolging in Delft, Rotterdam en Amsterdam (Daniël Vosmaer, Emanuel de Witte, Pieter de Hooch, Pieter Elinga), maar beïnvloedden ook – waarschijnlijk via Samuel van Hoogstraten – Dordtse schilders zoals Nicolaes Maes en Cornelis Bisschop.
In het Statens Museum for Kunst in Kopenhagen bevindt zich een perspectiefkast op een voet die zich in 1690 in de koninklijke kunstverzameling bevond en toen werd omschreven als een werk van "een vooraanstaand meester, Fabricio van Delft". Hoewel de kast zeker niet van Fabritius is, geeft de vermelding wel aan dat hij aan het eind van de zeventiende eeuw nog een bekende naam was. In die tijd dook zijn naam ook af en toe op in veilingcatalogussen en boedelbeschrijvingen en werd zijn werk hoog aangeslagen, maar ondanks Houbrakens vermelding in zijn "Groote Schouburgh" raakte Fabritius in de 18e eeuw in de vergetelheid en ontbrak hij in de grote kunstenaarsencyclopedieën uit die tijd.
De naam van Carel Fabritius raakte pas weer bekend toen Napoleon het schilderijtje De schildwacht als oorlogsbuit uit Schwerin meenam en in 1807 in het Louvre tentoonstelde. Fabritius' populariteit groeide geleidelijk en (vermeende) werken van zijn hand werden op veilingen aangeboden.
Thoré-Bürger, de herontdekker van Johannes Vermeer, wakkerde vanaf 1859 de belangstelling voor Fabritius verder aan met tentoonstellingen en publicaties. Hij was ook degene die in een opslagruimte in Brussel Het puttertje ontdekte. Rond dezelfde tijd werd het zelfportret uit ca. 1647 (ooit aangekocht door Boijmans als een Rembrandt) herkend als een Fabritius, en kwam ook het in 1864 verloren gegane grote familieportret uit 1648 naar Rotterdam. In 1881 ging Vincent van Gogh naar Rotterdam om de "kop van Fabritius" te zien, waar hij jaren later nog over schreef dat het behoorde tot "een bijzondere categorie waarin het portret van een menselijk wezen verandert in iets stralends en troostends".
In de decennia hierna werden af en toe nieuwe werken van Fabritius (her)ontdekt of herkend. In 1892 schafte het Rijksmuseum het Portret van Abraham de Potter aan, waarover Gustav Waagen in 1854 al enthousiast schreef, en het Mauritshuis verwierf in 1896 Het puttertje op een Parijse veiling. De National Gallery in Londen kocht in 1922 en 1924 twee van zijn schilderijen, resp. het Gezicht in Delft en het zelfportret uit 1654, en bij de restauratie van De opwekking van Lazarus in Warschau kwam in 1935 Fabritius' signatuur tevoorschijn. In deze periode werden ook allerlei andere schilderijen aan hem toegeschreven, meestal ten onrechte.
Pas in 1985 dook er opnieuw een authentiek, gesigneerd schilderij van hem op: Mercurius en Argus, een relatief vroeg werk. Hierna werd er actief gezocht naar sporen van Fabritius in het werk van Rembrandt en zijn atelier. Diverse kunsthistorici wisten zo toeschrijvingen aan Fabritius van schilderijen en tekeningen, die vroeger op naam van Rembrandt stonden, aannemelijk te maken.
In de 21e eeuw figureert Carel Fabritius soms in literaire werken. Zo komt hij ter sprake in de novelle De vrouw in de blauwe mantel (2017) van Deon Meyer en is de roman The Goldfinch van Donna Tartt geïnspireerd op Het puttertje.

## Raadsels
Ondanks de inspanningen van diverse kunsthistorici om informatie over het leven en het werk van Carel Fabritius boven water te krijgen, blijven er nog veel vragen onbeantwoord.

### De naam Fabritius
Er is veel geschreven over de herkomst van de naam Fabritius (of Fabricius, zoals hij in de bronnen ook wordt genoemd). De discussie spitst zich toe op drie historische bronnen:
1. Het doopboek van Middenbeemster opent met een tekst die de vader van Carel Fabritius in zijn hoedanigheid als koster in 1621 schreef en waarin hij zich "Pieter Carelses Fabricius" noemde.[52]
2. Als Carel en Barent op 19 mei 1641 belijdenis doen, worden ze allebei "Timmerman" genoemd, zonder dat duidelijk is of hiermee hun naam of hun beroep wordt aangeduid.[53]
3. Bij zijn ondertrouw op 1 september 1641 heet de schilder "Carel pieterss fabritius", voor zover bekend de vroegste vermelding van zijn naam.[54]

Op basis van deze documenten worden er door de kunsthistorici verschillende conclusies getrokken.
Als de familie al in 1621 de naam Fabritius voerde, kunnen ze die hebben aangenomen als eerbetoon aan een toenmalige beroemdheid zoals Johannes Fabricius, een astronoom uit de omgeving van Emden. Een andere opvatting is dat ze de naam "Fabritius" pas vanaf 1641 gebruikten ter vertaling van "Timmerman" (op basis van het Latijnse woord "faber", ambachtsman), en dat de vermelding uit 1621 in het doopboek eigenlijk een latere toevoeging is.
De Britse Fabritius-biograaf Christopher Brown heeft erop gewezen dat "Timmerman" in die tijd ook "ontwerper" of "architect" kon betekenen en dat er in de boomtowns van de Beemster genoeg werk was voor bouwers en aannemers. Bovendien zou het Fabritius' belangstelling voor perspectief, muurschilderingen en maquettes kunnen verklaren. Anderen vinden het onwaarschijnlijk dat de beide broers bij hun belijdenis met hun beroep werden aangeduid en beschouwen "Timmerman" als een familienaam, al dan niet als vertaling van "Fabritius".

### Fabritius en de Delftse school

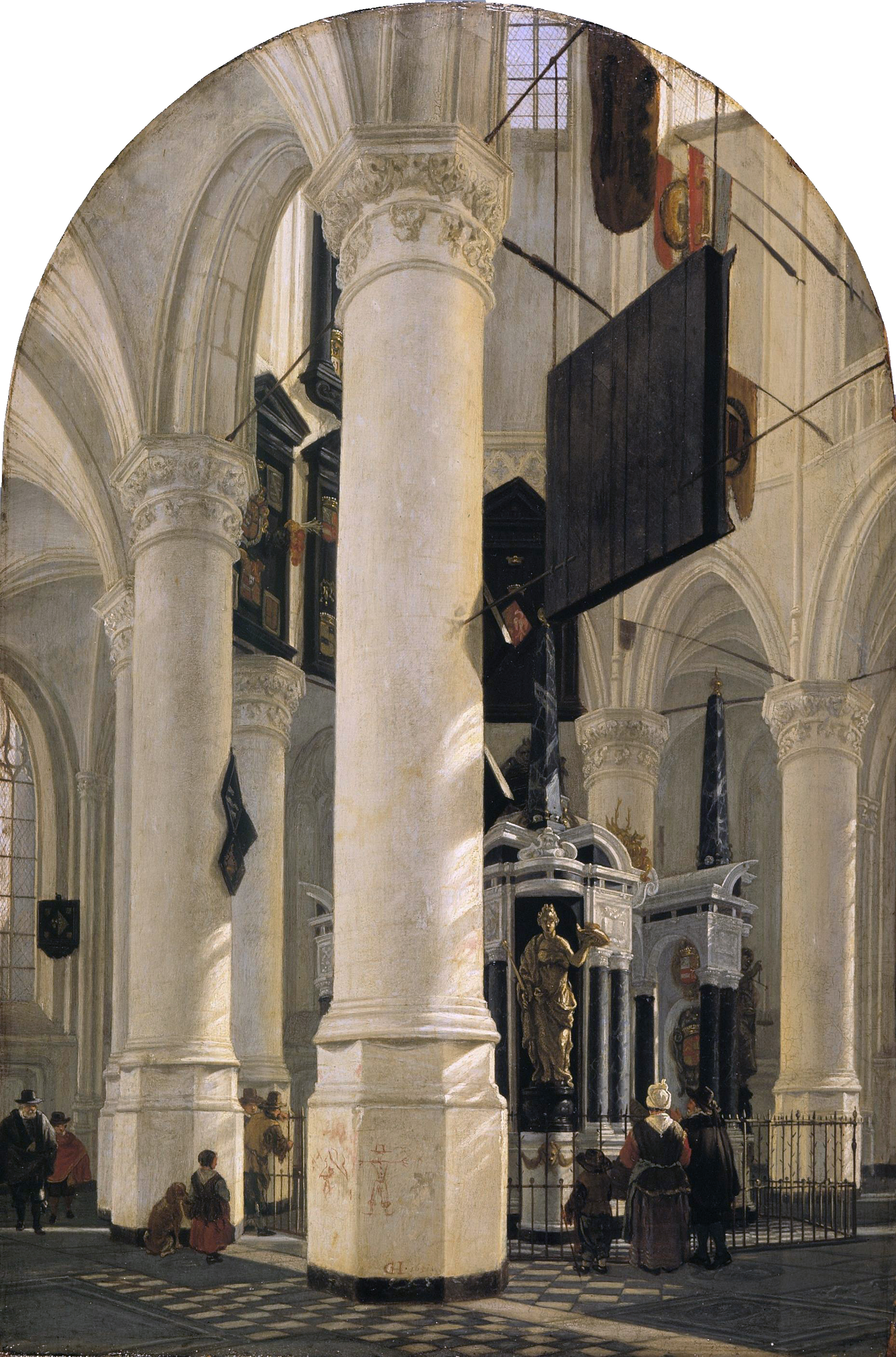
Gerard Houckgeest, Nieuwe Kerk in Delft met het praalgraf van Willem van Oranje, 1651, Mauritshuis, Den Haag

Fabritius lijkt al snel na zijn komst naar Delft indruk te hebben gemaakt op de lokale schilders. In het geval van Gerard Houckgeest en Emanuel de Witte is het namelijk opvallend dat ze rond 1650 hun schilderstijl totaal veranderden. Voor 1650 was Houckgeest gespecialiseerd in imposante fantasie-interieurs en maakte De Witte vooral nachtelijke historiestukken, maar in 1650 begonnen ze allebei eigentijdse kerkinterieurs te schilderen met een heldere, speelse belichting. Het vermoeden bestaat dat Fabritius, met zijn belangstelling voor perspectief, kleur en lichtval, hierbij van invloed is geweest, maar omdat er vrijwel geen origineel werk bewaard is gebleven, is het onbekend welke rol hij precies heeft gespeeld en in hoeverre er sprake was van wederzijdse beïnvloeding.

### Fabritius en de Prins van Oranje
Op 25 februari 1655 liet de weduwe van Carel Fabritius door een notaris vastleggen dat ze 1200 gulden schuldig was aan haar zuster Maria. Aan het begin van dit document werd Carel Fabritius  aangeduid als: "in sijn leven schilder van sijn hoocheyt den prince van oranjen". Het is onduidelijk wat hiermee bedoeld wordt. Sommige kunsthistorici hebben verondersteld dat hij muurschilderingen heeft gemaakt voor de buitenhuizen Honselaarsdijk en Ter Nieuburch van Frederik Hendrik, maar in de uitgebreide archieven van de Oranjes is hiervan niets terug te vinden. Bovendien benadrukte Samuel van Hoogstraten dat hij het jammer vond dat Fabritius nooit (perspectivische) wandschilderingen heeft gemaakt voor kerken en paleizen.
Er is wel geopperd dat Fabritius in 1650 naar Delft was gegaan om dichter in de buurt te zitten van de stadhouder in Den Haag en zo lucratieve opdrachten in de wacht te slepen. Als dat inderdaad zo was, moet de onverwachte dood van Willem II in datzelfde jaar een grote tegenslag zijn geweest. Er is echter in de bronnen een link met de Oranjes te vinden die misschien met deze kwestie verband houdt. In 1664 werd namelijk na de dood van de weduwe van Johan Hilersig, secretaris van de prins van Oranje, "een onvolmaect stuck [onvoltooid schilderij] van Fabritsius" geveild. Dit wijst erop dat hij in elk geval, al dan niet kort voor zijn dood, contact heeft gehad met de entourage van de Oranjes.

## Naamgenoot
In Duitsland leefde in de 17e eeuw een kunstschilder met de naam Carl Ferdinand Fabritius (geboren 1637 in Warschau; overleden 21 januari 1673 in Wenen). Deze maakte vooral geïdealiseerde landschappen. Hij werkte vooral rondom Paderborn en Mainz. Zie voor een afbeelding onder Bad Wünnenberg.